# 悪魔城ドラキュラシリーズの登場人物
悪魔城ドラキュラシリーズの登場人物（あくまじょうドラキュラシリーズのとうじょうじんぶつ）は、下記に示すコナミ（現・コナミデジタルエンタテインメント）のアクションゲームまたはアクションロールプレイングゲーム作品である『悪魔城ドラキュラ』（『キャッスルヴァニア』）シリーズに登場する架空の人物（キャラクター）を記する。
本シリーズでは作品ごとに制作チームやスタッフなども変わってきたため、作品間でストーリー・キャラクター設定等が異なっていることもある。

## デザイン
当初の主人公は強面で筋肉質な若者としてデザインされていた。しかし『悪魔城ドラキュラX 血の輪廻』（1993年）では、初めてキャラクターイラストがアニメ風のデザインとなり、以降は主人公などのイラストはマンガ・アニメ的な美男美女としてデザインされる傾向が多くなった。『血の輪廻』のリメイク移植版『悪魔城ドラキュラXX』（1995年）では、漫画家・イラストレーターの山田章博が起用された。
続く『悪魔城ドラキュラX 月下の夜想曲』（1997年）ではイラストレーターの小島文美が起用され、その後の何作かでも起用された。『悪魔城ドラキュラ ジャッジメント』（2009年）では、漫画家の小畑健がキャラクターイラストに起用された。
なお、過去のキャラクターが新作に登場する際には新たなイラストが発表されることもあり、小島文美や小畑健によって描き直されたり、アニメ絵風に描き直されたり、『ロード オブ シャドウ』ではリアルタッチに描き直されたりした。

## 主人公
シモン・ベルモンド
声：石川英郎（Grimoire of Souls）、鈴村健一（ジャッジメント）
登場作品：悪魔城ドラキュラ（FC版、MSX2版、AC版、SFC版、X68000版）、ドラキュラII 呪いの封印、キャッスルヴァニア 白夜の協奏曲（おまけキャラ）、悪魔城ドラキュラ ジャッジメント、悪魔城ドラキュラ ハーモニー オブ ディスペアー、悪魔城ドラキュラ Revisited、他
悪魔城ドラキュラ第1作の主人公であり、ベルモンド家の17世紀当時の当主で最も高名な人物。幾度となく復活をとげたドラキュラと戦い、何度も滅ぼしている。
イースターに復活したドラキュラを倒して奪われた魔力の玉を取り戻すため、父譲りの不思議な力をもつムチを手に悪魔城へと向かう。ムチの他には短剣、オノ、聖水、十字架、懐中時計のサブウェポンを使いこなす。
『ドラキュラII』では、ドラキュラを倒した時に背中に呪いの傷をおってしまっており、死を意識してベルモンド一族が眠る天使の丘に来たが、そこに現れた謎の女性の啓示を受け、呪いを封印してドラキュラを完全に滅ぼすため、遺骸を探す旅に再び出る（コナミ広告チラシによると天使の使者として旅に出る）。
初期は「シモン・ベルモント」と表記されることもあったが、後に「ベルモンド」に改められる。ただし、欧米では改められることなくそのまま「Simon Belmont」と表記されている。また英語圏では「サイモン」と発音されていることがある。『pop'n music 15 ADVENTURE』で登場した際は、名前の綴りは「Simon Belmondo」となっていた。
アレンジ移植作品の『悪魔城年代記』を除き、茶髪で肩までの長髪にサークレット、筋骨隆々の恵まれた体躯に露出多めな軽装の茶色い革鎧というデザインで描かれることがほとんどである。
シモンズ
登場作品: 悪魔城ドラキュラ（AC版）
AC版の主人公もシモンとされることが多いが、一部媒体でシモンズとされている。当時発売されたAC版のコナミのゲームビデオでは主人公シモン、花嫁セレナと表記されていたが、後年（2011年）コナミのクイズゲーム『クイズマジックアカデミー8』ではシモンズとなっていた。『悪魔城ドラキュラ Best Music Collections BOX』ではシモンとなっている。上記のシモン・ベルモンドと同一人物扱いとされている場合もある。
クリストファー・ベルモンド
登場作品：ドラキュラ伝説、ドラキュラ伝説 ReBirth、ドラキュラ伝説II
シモン・ベルモンドの先祖。シモンの時代に過去に一度ドラキュラがこの世に復活したとき滅ぼした伝説の英雄として名が伝わる。ムチの先から火の玉を出して攻撃できる。まだ魔王ドラキュラとしてではなく、邪悪な呪術者としてトランシルバニアの外れに暗黒の城を築き毎夜悪魔の儀式を行い魔物達を異界より呼び出して下僕とし自らも永遠の命と魔力をもつ魔王になろうとしていた、狂的な悪魔崇拝者だったドラキュラ伯爵を倒す。
『ドラキュラ伝説II』でも壮年の身ながら、復活を目論むドラキュラに操られた息子ソレイユを救い、再びドラキュラを滅ぼした。
ラルフ・C・ベルモンド / ラルフ・ベルモンド / トレバー・ベルモンド
声：増谷康紀（闇の呪印、Grimoire of Souls）、近藤隆（ジャッジメント）、
登場作品：悪魔城伝説、悪魔城ドラキュラ 闇の呪印、悪魔城ドラキュラ ジャッジメント
『悪魔城伝説』でドラキュラ討伐のために東方正教会によって見出された真正ヴァンパイア・ハンター。道中で出会うグラント、サイファ、アルカードといった志を同じくするパートナーと共に、暗黒邪神を崇拝し悪魔の身となったドラキュラを倒す。悪魔城伝説はマルチエンディングシステムであり、サイファとのエンディングではサイファと結ばれる。
欧米版では「Trevor C. Belmont」または「Trevor Belmont」という名前になっている。
『闇の呪印』ではドラキュラとの戦いで顔と胸部に傷を負ったが正義の心は変わっていない。悪魔精錬士の不穏な動きを探知して再びワラキアの地にやってきた。アイザックに重傷を負わされてしまうがジュリアの介抱もあって事なきを得る。『闇の呪印』ではゲームクリア後に特定の条件を満たすとプレイヤーキャラクターとして使用可能になる。武器は鞭とサブウェポン（ナイフ、斧、聖水、クロス、時計）。
ジャッジメントではミドルネームの無い「ラルフ・ベルモンド (Ralph Belmondo)」表記になっている。
ドラキュラくん
登場作品：悪魔城すぺしゃる ぼくドラキュラくん
魔王ドラキュラの息子。1万年の眠りから覚めてガラモスとの戦いに挑む。
子供っぽく元気で、執事である死神さんにワガママを言っては困らせ、時には心配させている。
ドラキュラの息子であるという設定や持っている特殊能力がアルカードと似ている。
リヒター・ベルモンド
声：堀川仁（血の輪廻）、梁田清之（月下の夜想曲、Xクロニクル、ハーモニー オブ ディスペアー、Grimoire of Souls）
登場作品：悪魔城ドラキュラX 血の輪廻、悪魔城ドラキュラXX、悪魔城ドラキュラ Xクロニクル、悪魔城ドラキュラX 月下の夜想曲、悪魔城ドラキュラ ギャラリー オブ ラビリンス（ゲスト出演）、悪魔城ドラキュラ ハーモニー オブ ディスペアー
正義感の強い熱血漢で曲がった事を嫌う。さらわれた女性達を救い出して復活したドラキュラを倒すため、青い戦闘服に身を包み先祖伝来の鞭を手に悪魔城へと挑む。
アイテムに秘められた力を解放する「アイテムクラッシュ」を駆使する。高い身体能力による強力な体術を会得している。最強のヴァンパイアハンターとも謳われる。
『月下の夜想曲』では復活したシャフトに操られ、ドラキュラ復活の番人としてアルカードの前に立ちふさがる。プロローグのドラキュラ戦では、窮地に陥ってしまってもマリアが現れて四神の力を施されるため、敗れることはない。
『ギャラリー オブ ラビリンス』では、自身の闘いを欲する心をシャフトに利用されドラキュラ復活を目論んだ事が原因でヴァンパイアキラーをモリス家に託したことになっており、ヴァンパイアキラーの真の力をベルモンドの傍系が引き出すために課される試練に勝つという条件で、鞭が記憶するリヒターの幻影が登場する。
マリア・ラーネッド
声：鉄炮塚葉子（血の輪廻）、椎名へきる ＜12歳＞ → 横山智佐 ＜17歳＞（月下の夜想曲）、石毛佐和（Xクロニクル）、松来未祐（ジャッジメント）、斎藤千和（ハーモニー オブ ディスペアー）、鬼頭明里（Grimoire of Souls）
登場作品：悪魔城ドラキュラX 血の輪廻、悪魔城ドラキュラXX、悪魔城ドラキュラ Xクロニクル、悪魔城ドラキュラX 月下の夜想曲、悪魔城ドラキュラ ギャラリー オブ ラビリンス（おまけキャラ）、悪魔城ドラキュラ ジャッジメント、悪魔城ドラキュラ ハーモニー オブ ディスペアー
人や動物を愛し、負けず嫌い。知的かつ行動力あふれる少女。様々な動物達と共に戦い、朱雀、玄武、青竜、白虎 の力を使ったアイテムクラッシュも使う。ドラキュラを倒すため悪魔城に向かうが捕らわれ、リヒターに救出される。ドラキュラに両親を殺された際、ヴァンパイアハンターとしての能力に目覚めたとなっているが、『Xクロニクル』ではドラキュラに捕らえられた後にシャフトによる魔導実験によって力が目覚めたとなっており、『XX』のみアネットの妹という設定で自ら戦うこともなく、髪型はショートカットになっている。
ドラキュラとの戦いの後、リヒターが身寄りの無い彼女を養妹として引き取った。
服装や髪型などが血の輪廻、XX、月下の夜想曲、Xクロニクル、ジャッジメントでそれぞれ異なる。ギャラリー オブ ラビリンス、ハーモニー オブ ディスペアーでは血の輪廻の姿で登場する。
『月下の夜想曲』では、5年後にリヒターを追って悪魔城を訪れ、その時いたアルカードに協力する。
ジョニー・モリス
登場作品：バンパイアキラー、悪魔城ドラキュラ ギャラリー オブ ラビリンス
アメリカ・テキサス州出身。ドラキュラを蘇らせようとしたドラキュラの姪エリザベートを倒す。
『ギャラリー オブ ラビリンス』では、名前のみ登場。鞭の多用により命を削り過ぎてしまったため既に故人で、息子ジョナサンには同じ轍を踏まさないように、鞭に頼らない戦い方を修得させる。
エリック・リカード
声：福原耕平（ギャラリー オブ ラビリンス）、三瓶由布子（ジャッジメント）
登場作品：バンパイアキラー、悪魔城ドラキュラ ギャラリー オブ ラビリンス、悪魔城ドラキュラ ジャッジメント
スペイン・セゴビア出身。元は芸術を愛する青年だったが、エリザベートに吸血鬼にされた恋人の敵討ちのためヴァンパイアハンターとなり、妖槍「アルカードスピア」を駆り戦う。
『ギャラリー オブ ラビリンス』では、ジョニー・モリスとは親友でその父キンシーとも親交があったとなっており、ブローネル退治に赴くが返り討ちに遭い、魔術により自分の魂を悪魔城の中に封じた。そして「ウインド」と名乗り、悪魔城に来たジョナサン・モリスとシャーロット・オーリンにクエストを課し、達成すると生前自分が使っていた技などを伝授する。
アルカード / 有角幻也（ありかど げんや）
声：置鮎龍太郎（月下の夜想曲、暁月の円舞曲、蒼月の十字架、ハーモニー オブ ディスペアー、Grimoire of Souls）、宮野真守（ジャッジメント ）
登場作品：悪魔城伝説、悪魔城ドラキュラX 月下の夜想曲、キャッスルヴァニア 暁月の円舞曲、悪魔城ドラキュラ 蒼月の十字架、悪魔城ドラキュラ 漆黒たる前奏曲、悪魔城ドラキュラ ジャッジメント、悪魔城ドラキュラ ハーモニー オブ ディスペアー
ドラキュラの息子。本名はアドリアン・ファーレンハイツ・ツェペシュだが、正体を隠すため「アルカード」という偽名を使っている（「Alucard」を逆から読むと「Dracula」となる）。父に反抗し、ハンター達に力添えしている。
『悪魔城伝説』での設定では、元は人間であり父ドラキュラの残虐な行いを咎めていたが、父の邪悪な儀式により自らも悪魔との契約を強要され人間の体ではなくされるに至ってついに父への反逆を決意。ヴァンパイアとなったあとも父とは違い心は人間のままである。デザインは黒髪オールバックで黒マントの長身男性である。
『月下の夜想曲』での設定では、ドラキュラと人間リサとの間に生まれたハーフで、デザインは長髪・中性的な容姿に変更され、以降の作品でも採用されている。父ドラキュラからは吸血鬼の能力と強大な暗黒魔力を、母リサからは人間の心と美しさを受け継いだ青年であり、無愛想ながら内に熱い心を秘めており、蝙蝠や狼、霧に変身したり、ドラキュラと同じ、暗黒魔術を使用する他、多彩な武具を扱う。日光が致命傷になる事はなく、血もさほど必要としないが、死ぬと人間の部分だけ消滅して、悪しき吸血鬼の部分のみが生き残ってしまうため、彼は死ぬ事なく生き続けているとされる。1人では強大なドラキュラを滅ぼす事は敵わず、自身は地下に身を隠しながら、魔王を滅ぼす事のできる者を探していた。そこでラルフ・C・ベルモンドら、志を同じくする仲間と出会い、共にドラキュラを滅ぼす事に成功する。その後彼は自らに流れる呪われた血を封じて、覚める事の無い眠りについていたが、悪魔城復活に呼応して眠りから目覚め、かつての共に戦ったベルモンド家の末裔、リヒター・ベルモンドの危機を救い、再びドラキュラを滅ぼす。
『バンパイアキラー』では、エリック・リカードの武器名が「アルカードスピア」となっており、SS版『月下の夜想曲』の説明では「かつて愛用していた妖槍」となっている。また『蒼月の十字架』のキャラクター図鑑では、それまで「ドラキュラを完全に滅ぼすべく力を結束させていた」とある。
『暁月の円舞曲』『蒼月の十字架』では、ユリウス・ベルモンドと共にドラキュラを完全に滅ぼした後の日本で「有角幻也」と偽名を使い、日本の諜報機関に所属しながらドラキュラの生まれ変わりである蒼真を魔王にさせない為に見守っている（だが『蒼月の十字架』で蒼真が魔王として覚醒した時は、ユリウス、ヨーコと共に彼を滅ぼす）。
『漆黒たる前奏曲』では、ドラキュラを倒すため悪魔城に入るが、以前から知り合いで同じ目的で鉢合わせた主人公ソニア・ベルモンドとの戦闘に敗れると、ソニアの力を認めドラキュラ討伐を託して去る。
ソニア・ベルモンド
登場作品：悪魔城ドラキュラ 漆黒たる前奏曲、Castlevania Resurrection
ヴァンパイアハンターとして、ベルモンド家の名を後に残す先駆けとなる女性。ベルモンド一族の直系の中では、唯一の女性主人公。
祖父に学んだムチさばきと生まれつき持つ霊能力の類を使い、悪魔城に乗り込みドラキュラ打倒を目指す。ハンターとしてソウルウェポンという精霊達の力を使ったサブウェポンや、バーニングモードという身体能力を向上させ力と速さジャンプ力を強化し無敵状態になる技も使える。また、クリストファー同様、ムチから火球を放ち、遠くの敵も攻撃可能。
城内で遭遇して戦うアルカードとは顔見知りで親密な関係も匂わせる。マルチエンディングシステムを採用した本作ではエンディングによってはソニアは「闇の血脈を受け継ぐ1人の子供の母となった」（子供やその父親の名前は言及されていない）と語られる。
開発中止となった3Dアクションゲーム『Castlevania Resurrection』（ドリームキャスト）にも主人公として登場予定で、スクリーンショット画像や一部映像などが公開されており、2021年4月にはドリームキャストの実機で動く開発中の物だったと思われるGD-ROMによるプレイで操作されるソニアの映像も公開された。
ラインハルト・シュナイダー
声：Andrew Hanikson
登場作品：悪魔城ドラキュラ黙示録、悪魔城ドラキュラ黙示録外伝 LEGEND OF CORNELL
ベルモンドの血を引くヴァンパイアハンターで、聖なる鞭を所有。
父ミハイルの死後、10年ほど故郷ワラキアの森で修行していた。吸血鬼であろうと抵抗しないものとは戦わない主義である。また、信仰心も強い。
強面で筋肉質な主人公（黙示録外伝では少し優面になった）。開発途中段階では「シュナイダー・ベルモンド」という名前だった。
キャリー・ヴェルナンデス
声：ビアンカ・アレン
登場作品：悪魔城ドラキュラ黙示録、悪魔城ドラキュラ黙示録外伝 LEGEND OF CORNELL
蒼髪の美少女で、魔導一族ヴェルナンデスの血を引いている。エネルギーボールなどの魔法で戦う。
母親を魔物に殺された時にヴェルナンデスの血に目覚め、自分のような悲劇を繰り返さないためにドラキュラ伯爵を封印しに行く。しっかり者で芯が強い性格。
微妙にみすぼらしい容姿などからスタッフがお遊びで作った裏設定で貧乏娘とされており、食べ物が沢山置いてある（落ちている）悪魔城はとても「いいところ」らしい。
開発途中段階では「キャリー・イーストフィールド」という名前で、魔法使いというよりは超能力者のような位置付けだったという。名前の元ネタはホラー小説・映画の『キャリー』。
コーネル
声：ジョン・健・ヌッツォ（LEGEND OF CORNELL）、小西克幸（ジャッジメント）
登場作品：悪魔城ドラキュラ黙示録外伝 LEGEND OF CORNELL、悪魔城ドラキュラ ジャッジメント
人狼族の青年。「蒼き三日月」の異名を持つ。
獣人の血を持ち、格闘術では無敵と言えるほどの強さを誇る。さらに、1年間の修行により封印されていた太古の獣化の能力を得る。
誘拐された妹エイダを助けるために悪魔城へ向かう。
元々は黙示録でラインハルト、キャリー、コーラー（人造人間）と共に主人公の一人として登場する予定だったが、コーラーと共に削られた。
黙示録の開発途中段階では「コーネル・ラインハルト」という名前で、殺された妹（人狼族）の復讐のため悪魔城内へ乗り込んだという設定だった。
ヘンリー
声：Takashi Bratcher（少年時代）
登場作品：悪魔城ドラキュラ黙示録外伝 LEGEND OF CORNELL
東方正教会の兵士。武器として拳銃を使用する。
幼少時に父親オルドレーが吸血鬼の所為で狂気の世界に走ってしまい、身に危険が迫るがコーネルの助けを得て脱出。その後青年として成長し兵士となって、東方正教会から悪魔城にさらわれた子供達を救出するため、悪魔城に派遣される形で悪魔城に戻って来た。甲冑で身を覆っている。
ネイサン・グレーブズ
登場作品：悪魔城ドラキュラ Circle of the Moon
ヴァンパイアキラーの青年。DSSというカードの組み合わせにより、様々な特殊能力を発揮できる。
ネイサンの両親もヴァンパイアキラーだったが、ドラキュラ封印の際に倒れ、命を落とした。その後モーリスの二番弟子として育てられ、後継者に指名されてハンターの鞭を継承する。
ジュスト・ベルモンド
声：大水忠相
登場作品：キャッスルヴァニア 白夜の協奏曲
シモンの孫。ヴェルナンデス家の血を強く受け継いでいるために魔導の才能を併せ持ち、サブウェポンと魔導書を組み合わせた特殊攻撃「スペルフュージョン」を使用することができる。
連れ去られた幼馴染みのリディーを救出するため、マクシームと共に突如現れた謎の城に挑む。
来須蒼真（くるす そうま、欧米版では「Soma Cruz」）
声：緑川光
登場作品：キャッスルヴァニア 暁月の円舞曲、悪魔城ドラキュラ 蒼月の十字架、悪魔城ドラキュラ ハーモニー オブ ディスペアー
日本の白馬町で生まれ育った高校生（欧米版では日本に留学中の高校生という設定）。白い短髪で長い白コートを着用。普段はクールでどことなく威圧感があり、近づきにくい雰囲気を持っているが、幼馴染の白馬弥那との関係を挙げられると動揺する素振りを見せたり、初対面の有角幻也に高圧的な態度を取る等、実際は少々熱くなる性格でもある。また安易に人を信用したり、一人で全てを背負い込む欠点等を、仲間に指摘されている。
『暁月の円舞曲』では、有角（アルカード）やユリウス、ヨーコ、ハマーと出会いながら、物語の終盤に自分が魔王ドラキュラの生まれ変わりである事を知る。一度は前世の記憶と魔力が蘇り魔王として覚醒するが、自分自身の中のドラキュラの意志や人類の負の感情に打ち勝つことで魔王の宿命を消し去った。しかし、魔王としての巨大な暗黒の力はいまだ彼のものであるため、魔王を望む者達に命を狙われている。本人は平穏な生活を望んでいるが、極度の怒りや憎しみが引き金となって混沌が急速的に集まって魔王として覚醒してしまうリスクを伴っている。
魔物の魂（タクティカルソウル）を支配して自分の力に変える能力を持つ他、多種多様の武具を扱う戦闘スキルとを持つ。
『暁月の円舞曲』のバッドエンドでは、玉座にワイングラス片手にユリウスを待ち受ける魔王（ドラキュラ）として覚醒した彼を見る事ができる他、『蒼月の十字架』のバッドエンディングではセリアに弥那（に化けたドッペルゲンガー）を殺された怒りから魔王として覚醒する。その後を描いた「ユリウスモード」では魔王として覚醒した蒼真が最終ボスとしてユリウス、ヨーコ、アルカードの前に立ちはだかる。倒されると血の輪廻のドラキュラ変身後と同じ姿に変身する。性格なども以前の蒼真とはほとんど別人となっている。怒りを露わにしてベルモンドの名を叫んだり、蒼真が知らないはずのアルカードの正体について知っている等、ドラキュラ本人の記憶を持っているかのような描写も存在する。
レオン・ベルモンド
声：神奈延年（キャッスルヴァニア（PS2版））
登場作品：キャッスルヴァニア（PS2版）、悪魔城ドラキュラ -キャッスルヴァニア-
騎士団の所属。階級は男爵で、騎士団では負け無しの人物。許婚のサラがヴァンパイアに連れ去られたため階級を捨て救出に向かい、リナルド・ガンドルフィーという錬金術師から錬金術の鞭を譲り受け、助けに行く。
ヴァンパイアキラーとドラキュラの誕生に深く関与する。
ヘクター
声：吉水孝宏（闇の呪印）
登場作品：悪魔城ドラキュラ 闇の呪印
悪魔精錬術と呼ばれる禁術を身につけた悪魔精錬士。
ドラキュラの魔力を媒介にする事で、魔力の塊から自分だけに従う悪魔「イノセントデビル」を生み出す他、錬金術の扱いにも長けており、戦闘でも剣、槍、斧など様々な武器も使いこなすことが出来る。
元々ドラキュラの配下で、死神と同格の扱いを受けるドラキュラ軍最強の悪魔精錬士であったが、ある事件をきっかけに伯爵が人類虐殺を始めた頃から考えに賛同できず離反、故にラルフとドラキュラが戦った時には参加していない。戦いから離れ能力を捨てた後は、恋人であるロザリーと共に普通の生活に身を置いていたが、かつて退けたもう一人の悪魔精錬士アイザックの策謀によって、ロザリーを魔女裁判で失い、復讐のためアイザックを追う。アイザックに勝利後にアイザックを器にして復活したドラキュラ伯爵を倒した後、バルジッド山脈へジュリアとともに姿を消した。
ジョナサン・モリス
声：櫻井孝宏
登場作品：悪魔城ドラキュラ ギャラリー オブ ラビリンス、悪魔城ドラキュラ ハーモニー オブ ディスペアー
ジョニー・モリスの息子。父から使い方を教わっていないため、ヴァンパイアキラーを完全な形で扱うことができない。幼馴染みのシャーロット・オーリンとペアを組んで戦い、ドラキュラ討伐に挑む。
ヴァンパイアキラーの力を解放する方法を教えてくれなかった父親ジョニーのことを他界した今でも嫌っている。鞭以外にも剣や槍などの武具、素手での格闘をも使いこなす。また、シャーロットと力を合わせることによりデュアルクラッシュという強力な攻撃を繰り出すことができる。
最終的にリカード姉妹の力を借り、リヒターの幻影との戦闘に勝利した事でヴァンパイアキラーの力を解放できるようになった。
シャーロット・オーリン
声：かかずゆみ
登場作品：悪魔城ドラキュラ ギャラリー オブ ラビリンス、悪魔城ドラキュラ ハーモニー オブ ディスペアー
ジョナサン・モリスとは幼馴染。でしゃばりで子供扱いをうけると怒る。強力な魔力を持っている。
Desmond Belmont（デズモンド・ベルモンド）
登場作品：Castlevania: Order of Shadows
ベルモンド一族のヴァンパイアハンター。主人公。ZoeとDoloresの兄。逆立った髪型で赤毛。メイン武器は鞭で、炎の鞭にもなる。サブウェポンは数種類の武器を使える。
シャノア
声：桑島法子
登場作品：悪魔城ドラキュラ 奪われた刻印、悪魔城ドラキュラ ジャッジメント、悪魔城ドラキュラ ハーモニー オブ ディスペアー
特務機関「エクレシア」の女性戦士であり、バーロウの弟子。
ドラキュラすら滅ぼすという究極のグリフ（印術）「ドミナス」に順応するための儀式を受けている最中に、アルバスに乱入され儀式は失敗。結果記憶と感情を失ってしまったが「魔を斬り払う剣となる」という強い意志を胸に悪魔城に挑む。
各種の重武装を使いこなしているが、これは物理的に所持しているのではなく、すべて体に吸印したグリフによるものであり、両肩と背中にそのための文様が描かれている。
ヴァンパイア・ハンター
声：白熊寛嗣
登場作品：悪魔城ドラキュラ THE ARCADE
聖なる鞭を手に悪魔を狩ることを生業とする強面の大男。本名不明。とある町の酒場で、トランシルヴァニアの片田舎の村の住民が忽然と姿を消し、化け物がうろついているのを見たという話を耳にし、悪魔城に向かう。基本武器は鞭で、固有技は射程とダメージがアップするデュアルスマッシュと、炎の鞭のブレイズバスター。サブウェポンはナイフ、斧、聖水、クロス。
レディ・ガンナー
声：斎藤恵理
登場作品：悪魔城ドラキュラ THE ARCADE
遥か東方の国からトランシルヴァニアにやって来た放浪の銀髪の女武芸者。本名不明。基本武器は銃（ライフル）の銃剣で、固有技は斬った敵に緋銃華の印を刻みつけ、その印の敵をまとめて爆発攻撃する散華。サブウェポンは銃（ライフル）による射撃で、弾丸は通常弾、徹甲弾、散弾、銀弾。
リトル・ウィッチ
声：松浦チエ
登場作品：悪魔城ドラキュラ THE ARCADE
究極の力を求める幼き天才魔術師である謎の少女。本名不明。特定の条件を満たすとクリア後に第3の主人公として選択可能になる。基本武器は魔術書で、本の角で叩いて攻撃。サブウェポンは魔法（Witchcraft）で、炎のスクロール、氷のスクロール、風のスクロール。固有技は呪文を詠唱し魔力を高めて、サブウェポンの魔法攻撃をパワーアップさせる詠唱。エンディングではドラキュラを倒してその魔力の玉を吸収し、無限の魔力を得たが新たにヴァンパイアとなったことで、無人の城でただ1人永遠の夜を生きることとなる。

## サブキャラクター
老婆
登場作品：悪魔城ドラキュラ（MSX2版）
悪魔城に古くから住みついている謎の老婆。いろいろな道具や武器などを持っており、シモンに提供してくれる。
女性
登場作品：ドラキュラII 呪いの封印
『ドラキュラII』の説明書のストーリー部分にのみ登場する謎の女性。
ドラキュラの呪いで自らの死期を悟ったシモンが、一族の眠る天使の丘の墓地で祈りを捧げている時に現れ、背中の傷の呪いから解放される方法とドラキュラを完全に滅ぼす方法を告げる。
ゲーム中では最初から最後まで名前はおろか姿さえ現すことはない。
『ジャッジメント』のシモンエンディングでもわずかに語られている。
渡し守 / 船頭
声：佐藤正治（月下の夜想曲）
登場作品：ドラキュラII 呪いの封印、悪魔城ドラキュラX 血の輪廻、悪魔城ドラキュラ Xクロニクル、悪魔城ドラキュラX 月下の夜想曲、悪魔城ドラキュラ黙示録外伝 LEGEND OF CORNELL
小船を漕ぐ、地下水脈や湖など水辺の案内人。短い台詞しか言わず、主人公を未到の場所へ連れて行ってくれる。
セレナ
登場作品：悪魔城ドラキュラ（AC版）
シモンズまたはシモンの婚約者。金髪の女性。結婚式の最中、蘇ったドラキュラ伯爵によってさらわれる。
サイファ・ヴェルナンデス
声：小清水亜美（ジャッジメント）
登場作品：悪魔城伝説、悪魔城ドラキュラ ジャッジメント
東方正教会によってドラキュラ退治に派遣された僧侶のヴァンパイア・ハンター。修道院で幼少を過ごし美しかった思い出の地・ワラキアが魔物に穢され焦土と化したことに心を痛め、ドラキュラ退治を決意する。メイン武器は杖で、サブウェポンは火炎、敵を凍結させる氷、敵を自動追尾する光弾ライトニングボルトの魔法が使える。ドラキュラの軍勢に敗北し石像にされるが、救出すると仲間にするかどうかの会話イベントシーンとなる。説明書等では性別不明であったが、サイファルートのエンディングで女性であると判明、ラルフと結ばれる。
『ジャッジメント』での設定は『悪魔城伝説』とは異なり、魔女狩りから逃れるべく当初は性別を偽っていた。
グラント・ダナスティ
声：小野坂昌也（ジャッジメント）
登場作品：悪魔城伝説、悪魔城ドラキュラ ジャッジメント
トランシルバニアで最も身軽な男。どんな壁面や天井にも取り付いて上る事ができ、ジャンプ力も高く、足も速い。メイン武器は投げナイフ、サブウェポンは斧と懐中時計。
ドラキュラに対して蜂起し戦いを挑もうとしたワラキアの人々の1人だったが、捕らえられ魔物の姿に変えられる。
ラルフ・C・ベルモンドに救出され、共にドラキュラを倒す。その後は街の復興に尽くす。
『ジャッジメント』での設定では、ラルフとサイファの結婚式には参加しなかったとなっている。
暗黒邪神
登場作品：悪魔城伝説
『悪魔城伝説』のストーリー中に登場する存在。ドラキュラはその悪魔の力を借りて魔物たちをこの世に召喚していった。
ソレイユ・ベルモンド
登場作品：ドラキュラ伝説II、Castlevania: The Belmont Legacy
クリストファーの息子。父クリストファーからヴァンパイアハンターとしての技を学ぶも、成人式を迎えた時に4つの邪悪な城が出現し、姿を消す。復活を目論むドラキュラに操られてクリストファーに襲い掛かるが、クリストファーに解放される。
戦闘時は鞭での基本攻撃と、3本の短剣を上空に投げ、上空からクリストファーめがけ飛んでくる。
アネット
声：本田あつ子（血の輪廻）、大原さやか（Xクロニクル）
登場作品：悪魔城ドラキュラX 血の輪廻、悪魔城ドラキュラXX、悪魔城ドラキュラ Xクロニクル
リヒターの恋人。ドラキュラにさらわれた少女の一人。
気丈な女性で多くの人から慕われている。曲がった事を嫌い、誰に対しても優しい。
『XX』のみマリアの姉という設定になり、さらわれた理由もリヒターを誘い出す為と変更された。マリア同様金髪に変更されておりXクロニクルにも継承。
『XX』ではアネットの救出に失敗するとカーミラとしてリヒターに襲いかかってくる。『Xクロニクル』でも救出に失敗するとヴァンパイア化してシャフトゴーストの代わりにボスとして登場する。
『月下の夜想曲』には登場せず。
テラ
声：村田博美（血の輪廻）、仙台エリ（Xクロニクル）
登場作品：悪魔城ドラキュラX 血の輪廻、悪魔城ドラキュラ Xクロニクル
情熱的な性格の教会のシスター。ドラキュラにさらわれた少女。
『XX』には登場せず。
イリス
声：安田亜紀江（血の輪廻）、水原英里（Xクロニクル）
登場作品：悪魔城ドラキュラX 血の輪廻、悪魔城ドラキュラ Xクロニクル
医者の娘で面倒見が良い。医術の心得もある。ドラキュラの生け贄とするためにさらわれた少女。
『XX』には登場せず。
シャフト
声：梁田清之（月下の夜想曲）、松本大（Xクロニクル）
登場作品：悪魔城ドラキュラX 血の輪廻、悪魔城ドラキュラ Xクロニクル、悪魔城ドラキュラX 月下の夜想曲
悪魔崇拝者の暗黒神官。世界を呪い、破壊と混沌を齎さんと企む。
『血の輪廻』にて、ドラキュラを復活させるが、その討伐に赴いたリヒターにより倒される。その後シャフトゴーストとなって再戦する。
『月下の夜想曲』では意識体としてまだこの世に留まっており、5年前につけた呪いでリヒターを操ってまたドラキュラ復活を企むが、今度はアルカードの手によって滅ぼされる。しかし死の間際に己を生贄とし、ドラキュラの復活を成功させた。
キンシー・モリス
登場作品：バンパイアキラー
ドラキュラを倒した人物。ストーリーに名前があるのみでゲームには登場しない。
エリザベート・バートリー
登場作品：バンパイアキラー
ドラキュラ伯爵の姪を名乗る女吸血鬼。300年前に処刑されたが、再び現代に蘇った。
叔父にあたるドラキュラ復活のため、邪悪な儀式により戦争を引き起こしてヨーロッパ中の人間の魂を手に入れようと目論み、1914年に起こった第1次世界大戦のきっかけとなるサラエボ事件に裏で関わっていた。復活の儀式の生贄を得るためと人間達への復讐心からヨーロッパを戦争へ導く。メディウサを召喚（または変身？）して襲いかかり、メディウサ撃破後は残像瞬間移動を繰り返しながら魔法弾で攻撃する。
ドロテア・ツェンテス
登場作品：バンパイアキラー
エリザベート配下の魔女である謎の老婆。
名前などが登場するのみで作中に本人の登場が確認できない。
リサ
声：深見梨加（月下の夜想曲）
登場作品：悪魔城ドラキュラX 月下の夜想曲、アニメ・悪魔城ドラキュラ －キャッスルヴァニア－
ドラキュラの妻でアルカードの母。ドラキュラが愛した、ただ一人の女性でとても慈悲深くドラキュラの領地の人間にも慕われていた。
平民を助けた為に魔女と間違えられ魔女狩りに遭い、人間の手によって殺害される。死の間際アルカードに人間を憎んではいけない事とドラキュラを愛していた事を言い残した事がゲーム中のイベントシーンで登場する。サキュバスが化けてアルカードを騙そうとしていた。
図書館の主
声：佐藤正治
登場作品：悪魔城ドラキュラX 月下の夜想曲
悪魔城の図書館の主で食料品から薬品、武器、防具など多数のアイテムを所持している。アルカードには「爺（じい）」と呼ばれている。
ドラキュラに敵対したアルカードへの協力を最初は拒むが、金を出すとなるとさまざまなアイテムを提供する。
オルロック
登場作品：悪魔城ドラキュラX 月下の夜想曲
ドラキュラ伯爵配下の上位の吸血鬼。表の悪魔城上部の支配を任されており、城内に専用のエリア「オルロックの間」を設けている。
魔力の波動による刃攻撃や蝙蝠や悪霊の召喚魔法を使う。邪悪な怪物に姿を変えることができ、ある程度ダメージを与えると全身緑色の巨大な姿と化す。特定の攻撃時に一言だけ言葉を発するが、他の多くのエリアボス同様イベントやセリフはとくに無い。
チャーリー・ビンセント
登場作品：悪魔城ドラキュラ黙示録
自称最強のヴァンパイアハンターであり、吸血鬼研究の学者。武器として聖水を用い、背中に巨大な十字架を背負うなど、全身に様々な対吸血鬼用装備を身に着けている。
世間一般では吸血鬼研究の第一人者として知られ、悪魔城に乗り込む。悪魔城別邸で遭遇し情報などをくれるが、夜は部屋のベッドで寝てしまう。
ラインハルトやキャリーが悪魔城天守に着くまでに時間がかかり過ぎていると、先に着いていたビンセントはヴァンパイアにされる。ビンセントより早く着くと、ドラキュラとの決戦途中にビンセントが追いついて到着し、ドラキュラにトドメを刺そうと割り込んでくる。
ミハイル
登場作品：悪魔城ドラキュラ黙示録
主人公ラインハルトの父親。ラインハルトのキャラクター紹介文に名前のみ登場。
リザードマン
登場作品：悪魔城ドラキュラ黙示録
呪いをかけられた元人間。悪魔城中心部でラインハルトやキャリーにアイテムをくれたり、謎解きに関する情報を教えてくれる。
マルス
声：Harald Gjerd
登場作品：悪魔城ドラキュラ黙示録
ドラキュラに捕まり悪魔城に連れ去られた際に記憶喪失となった少年。時々頭痛がしたり人格が豹変したりすることがある。
ジルドレ
登場作品：悪魔城ドラキュラ黙示録、悪魔城ドラキュラ黙示録外伝 LEGEND OF CORNELL
ドラキュラの配下の吸血鬼。死神、アクトリーセと共にドラキュラ復活をもくろむ。
『黙示録』ではドラキュラの影武者として登場する。悪魔城付近の村々から子供達をさらってきた。
アクトリーセ
登場作品：悪魔城ドラキュラ黙示録、悪魔城ドラキュラ黙示録外伝 LEGEND OF CORNELL
魔女。『黙示録』のキャリー編のボス。
元々人間の女優だったが、永遠の若さと美貌を欲してドラキュラに魂を売り、死神やジルドレと共にドラキュラ復活をもくろむ。魔法を得意とし、自分のためなら子供も生贄にする。
ヴェルナンデスの戦士
登場作品：悪魔城ドラキュラ黙示録
かつて戦いに敗れ、吸血鬼の呪いをかけられたヴェルナンデス一族の戦士の1人。
開発途中段階ではサイファの成れの果てという設定だった（サウンドトラックCDには「サイファ」という曲名があり、その名残がある）。
ローゼ
登場作品：悪魔城ドラキュラ黙示録
吸血鬼の女性。ドラキュラ伯爵にささげる薔薇の手入れをしている。ラインハルト編でのキーパーソン。キャリー編ではあるステージのみで登場。
吸血鬼にされてからまだ日が浅く、元々信仰心が厚かったために吸血鬼として汚された事を嘆いている。
レノン
登場作品：悪魔城ドラキュラ黙示録、悪魔城ドラキュラ黙示録外伝 LEGEND OF CORNELL
紳士的な態度の悪魔。契約書（一定金額以上の買い物をした場合、彼に魂を狩られるという内容）を通してラインハルト達に物を売る商人活動をしている。
一定金額以上の買い物をした場合、悪魔城天守で契約に基づいて魂を奪おうと真の姿を現して襲いかかってくる。
ガーデンキーパー
登場作品：悪魔城ドラキュラ黙示録、悪魔城ドラキュラ黙示録外伝 LEGEND OF CORNELL
悪魔城別邸にある迷路庭園の番人で不死身の大男。
巨大なチェーンソーを装備しており、スタチュードッグという彫刻の猟犬を2匹従え、主人公が庭園内にいる限りどこまでも追跡してくる。
マルスに遭遇せずに庭園を進んでいくと、チェーンソーで庭の手入れをしている。
ヴァンパイア
登場作品：悪魔城ドラキュラ黙示録
悪魔城別邸に棲む吸血鬼（中ボス）。主人公など来訪者に付近の村人のふりをして話しかけ、襲い掛かってきたり、庭園の地下で村人を吸血する。吸血された者もヴァンパイアと化す。
オルテガ
登場作品：悪魔城ドラキュラ黙示録外伝 LEGEND OF CORNELL
ライカンスロープ。コーネルの幼なじみであり親友だが、コーネルをライバル視している獣人族の戦士。
オルドレー
登場作品：悪魔城ドラキュラ黙示録外伝 LEGEND OF CORNELL
ヘンリーの父親。悪魔城別邸の館主。アクトリーセとジルドレに吸血鬼にされた。
エイダ
登場作品：悪魔城ドラキュラ黙示録外伝 LEGEND OF CORNELL
コーネルの妹。ドラキュラ復活の儀式の生け贄にされるため悪魔城に連れ去られた。
メアリー
登場作品：悪魔城ドラキュラ黙示録外伝 LEGEND OF CORNELL
ヘンリーの母親。夫が吸血鬼になった事を恐れ自害を考えていた。訪れてきたコーネルにヘンリーの脱出を促す。
ベス
登場作品：悪魔城ドラキュラ黙示録外伝 LEGEND OF CORNELL
ドラキュラにさらわれた子供達の1人。城壁のどこかに隠れている。
ダイアナ
登場作品：悪魔城ドラキュラ黙示録外伝 LEGEND OF CORNELL
ドラキュラにさらわれた子供達の1人。地下坑道のどこかに隠れている。
フローレンス
登場作品：悪魔城ドラキュラ黙示録外伝 LEGEND OF CORNELL
ドラキュラにさらわれた子供達の1人。外壁のどこかに隠れている。
アンソニー
登場作品：悪魔城ドラキュラ黙示録外伝 LEGEND OF CORNELL
ドラキュラにさらわれた子供達の1人。登場作品は『黙示録外伝』のヘンリー編であるが、ヘンリー編は時代的には『黙示録』と同時期となっている。大人に成長して東方正教会の兵士として子供達を救出するため悪魔城にやってきたヘンリーの助けを待つ。沈黙の森のどこかに隠れている。
クラーク
登場作品：悪魔城ドラキュラ黙示録外伝 LEGEND OF CORNELL
ドラキュラにさらわれた子供達の1人。悪魔城別邸のどこかに隠れている。
エドワード
登場作品：悪魔城ドラキュラ黙示録外伝 LEGEND OF CORNELL
ドラキュラにさらわれた子供達の1人。地下水路のどこかに隠れている。
ヒュー・ボールドウィン
登場作品：悪魔城ドラキュラ サークル オブ ザ ムーン
ヴァンパイアキラー。モーリスの息子であり、ネイサンの兄弟子。
自分より力の劣るネイサンが、後継者に選ばれたことを快く思っていない。向上心が強くその闇の部分をドラキュラに利用される。
モーリス・ボールドウィン
登場作品：悪魔城ドラキュラ サークル オブ ザ ムーン
ヴァンパイアキラー。ネイサンとヒューの師匠で、ヒューの父親。ネイサンの両親と共にドラキュラを封印した。
ネクロマンサー
登場作品：悪魔城ドラキュラ サークル オブ ザ ムーン
ボスとして登場するネクロマンサー。ネイサンにモーリスが捕らえられていることを告げる。最初はフードローブで身を包んだ姿だが、ある程度攻撃すると服を脱ぎ悪魔のような姿を現す。
マクシーム・キシン
声：川村拓央
登場作品：キャッスルヴァニア 白夜の協奏曲
ジュスト・ベルモンドの幼い頃からの友であり、ライバル。キシン流という武術の使い手で、ステラソードという剣を扱う。
ジュストがヴァンパイアキラーを継承した頃に修行の旅に出るが、内心ジュストに嫉妬している部分があり、マクシーム自身はドラキュラの遺骸を集め滅ぼす事で、彼との差を埋めようと考えていた。しかしその結果、自分の中に独立した邪悪な意思が芽生え、身体も心も気付かないうちに乗っ取られていく。
リディー・エルランジェ
声：小林沙苗
登場作品：キャッスルヴァニア 白夜の協奏曲
ジュスト、マクシームの幼なじみで、二人に安らぎを与える憧れの女性。髪型は金髪ポニーテール。
謎の商人
声：川村拓央
登場作品：キャッスルヴァニア 白夜の協奏曲
悪魔城内で商売をする商人。
ドラキュラファントム
声：川村拓央
登場作品：キャッスルヴァニア 白夜の協奏曲
シモン・ベルモンドに滅ぼされたドラキュラの遺骸が、修行中のマクシーム・キシンが持つジュストに対する劣等感を利用して集まり、その結果誕生した邪悪な意思。自身の城と幼馴染であるリディー・エルランジェを求める。
マクシームの邪悪な部分が遺骸の影響で分離した存在であるため、ドラキュラ本人ではない。吸血能力によって力を増幅したり、自身の精神から居城を創造したり等、一部分はドラキュラと似通った性質を持つ。
当初はマクシームが自身の記憶を消していたため、記憶を共有する事ができなかったが、序盤から終盤にかけて記憶を取り戻し、デスの力添えもあって、マクシームの精神を殺して体を乗っ取ろうとするが、ジュスト・ベルモンドの活躍によって、最後にはマクシームの精神力が邪悪な意思に打ち勝ったため、体の制御が効かず、最後にはドラキュラの遺骸を媒介として分離、新たに不完全な肉体とドラキュラの魔力を手に入れる。だがジュストに敗れ、ベルモンド家を嘲りながら消滅する。
白馬弥那（はくば みな）
声：高橋裕子
登場作品：キャッスルヴァニア 暁月の円舞曲、悪魔城ドラキュラ 蒼月の十字架
蒼真の幼馴染みで神社の娘。
白馬神社は朝廷の頃から、日食に怒りや心の暗闇を封じる祈祷を行っており、ヨーロッパでドラキュラ伯爵とユリウス達との最後の戦いに参加している。
この祈祷によって、ドラキュラの魂と悪魔城の強大な魔力を引き剥がし、魔王を滅ぼした。
ユリウス・ベルモンド
声：龍谷修武（暁月の円舞曲）、稲田徹（蒼月の十字架、ハーモニー オブ ディスペアー）
登場作品：キャッスルヴァニア 暁月の円舞曲、悪魔城ドラキュラ 蒼月の十字架、悪魔城ドラキュラ ハーモニー オブ ディスペアー
モリス家より数百年ぶりに帰還したヴァンパイアキラーを揮いドラキュラを完全に滅ぼしたヴァンパイアハンター。伝統のサブウェポンに加えアイテムクラッシュのグランドクロスも使いこなす。
ドラキュラ滅ぼした時にドラキュラの魂と魔力を引き剥がすため、先祖伝来の鞭、聖鞭ヴァンパイアキラーは、悪魔城と共に封じられた。
その際記憶を失い、残っていた自分の名前の頭文字から取って「J」と名乗っていたが、暁月の円舞曲のエピソード中にてその記憶を取り戻す。
蒼真の正体が自分の倒したドラキュラの生まれ変わりと分かった直後は敵対したものの、その後は友人として接し、彼からはもし魔王として覚醒したら再び倒すよう頼まれた。
『蒼月の十字架』では、有角からの情報で教団を調査するためにヨーコと共に教団本部に向かったが、独自調査をするためにヨーコとは別行動をとる。その後のストーリーの進め方によっては蒼真が魔王として覚醒するが（バッドエンド）、ユリウスはこの事実をいち早く察知し、蒼真討伐に向かう（ユリウスモード）。
ヨーコ・ヴェルナンデス
声：高梁碧（暁月の円舞曲、蒼月の十字架、ハーモニー オブ ディスペアー）
登場作品：キャッスルヴァニア 暁月の円舞曲、悪魔城ドラキュラ 蒼月の十字架、悪魔城ドラキュラ ハーモニー オブ ディスペアー
ヴェルナンデス一族の末裔で、教会所属の魔道士、対悪魔戦のスペシャリストである。
性格的には人付き合いが良いが多少おせっかい。有角とも顔なじみ。3種の魔法を用いる。
『暁月の円舞曲』では、危険人物であるグラハムをマークして追っていた。
『蒼月の十字架』では、有角からの情報で教団を調査するためにユリウスと共に教団本部に向かったが、独自調査するユリウスに対して教団本部の近くにある廃屋で身を構え、蒼真の得たソウルと武器を練成して新たな武器を作り出す。ユリウスモードでは、魔王として覚醒した蒼真を一人で倒そうとするユリウスに同行した。
ハマー
声：稲田徹（暁月の円舞曲、蒼月の十字架）
登場作品：キャッスルヴァニア 暁月の円舞曲、悪魔城ドラキュラ 蒼月の十字架
神社に来た軍人。悪魔城で拾った武器を城の入り口前に集め、初対面の蒼真相手に商売を行う。
一年後に退役軍人となり、裏世界にも顔が利く情報屋としても活躍している。商売人になっても蒼真とは交流があり、『蒼月の十字架』では蒼真の決意を汲んで教団本部まで駆けつける。
ヨーコ・ヴェルナンデスに惚れていてアプローチをかけるが失敗に終わる。
グラハム・ジョーンズ
声：稲田徹
登場作品：キャッスルヴァニア 〜暁月の円舞曲〜
カルト宗教主催者。ドラキュラの力を得ようとする。丁寧な話し方をするが本性は残忍で、狡猾な頭脳で教会の追及を逃れ続けており、自分こそがドラキュラの生まれ変わりであると信じている。
セリア・フォルトゥナ
声：塩山由佳
登場作品：悪魔城ドラキュラ 蒼月の十字架
カルト教団ウィズライトの教祖を務める女性。正体は暗黒神官であり、自らの力を安定させるべく魔王ドラキュラの魔力を受け継ぐ。魔王候補2人を見つけ出し、雪に埋もれた悪魔城（真の悪魔城ではなく、悪魔城に似せた教団本部）で蒼真を待ち受ける。
魔法陣の扱いに長けており、魔界からの力を魔物に永続供給する事でほぼ不死身の魔物を作り出す事が出来る。イベントシーンではワープ移動や光線を発射する。
ダリオとドミトリーを魔王候補として招聘し、その後蒼真を魔王にしようとする。
ダリオ・ボッシ
声：藤本たかひろ
登場作品：悪魔城ドラキュラ 蒼月の十字架
ドラキュラが消滅したと同時に、この世に生を受けた魔王候補の一人。
短気かつ直情的な性格で、魔王の魔力を浴びた影響から、ドラキュラに似通った発火能力を持つ。同じ魔王候補のドミトリーとは仲が悪く、破壊の頂点を目指すため世界中で放火事件を起こしていた。
物語の中盤、蒼真に敗れて能力の底上げを行うべく、セリアが召喚した悪魔と融合する。
ドミトリー・ブリノフ
声：金子英彦
登場作品：悪魔城ドラキュラ 蒼月の十字架
ドラキュラが消滅したと同時に、この世に生を受けた魔王候補の一人。
物腰は柔らかいがあらゆる手段を使って勝とうとする男で「鏡のドミトリー」と呼ばれている。
魔王の魔力を浴びた影響から、触れた能力を覚える力を持ち、敵が攻撃に使用する魔力をコピーする事で戦う。
リナルド・ガンドルフィー
声：柴田秀勝（キャッスルヴァニア（PS2版））
登場作品：キャッスルヴァニア（PS2版）
老年の錬金術師。かつてヴァルター・ベルンハルトによって自分の娘をヴァンパイアにされ、家族や知人を殺害した娘を自分の手で葬るために、秘術の粋を集め錬金術の鞭を造った過去を持つ。レオンと出会う以前からマティアスとは知人である。
作中から5年前にヴァルターに戦いを挑んだが敗れ、以来ヴァルターの城の近くに居を構え、城を訪れるハンター達に力添えをする事で、倒せる人材を探していた。
レオンに託した錬金術の鞭は未完成であり、物語の終盤に夜の一族を滅ぼす聖鞭「ヴァンパイアキラー」として完成する。
サラ・トラントゥール
声：冬馬由美（キャッスルヴァニア（PS2版））
登場作品：キャッスルヴァニア（PS2版）
レオン・ベルモンドの許婚であった女性。レオンのことを慕っていたがヴァンパイアのヴァルター・ベルンハルトにさらわれ吸血される。吸血鬼になる運命を嘆いたサラは錬金術によって作られた鞭に自分の魂を結びつけ、これ以上自分と同じ運命の人間を増やさないことをレオンに託す。
ヴァンパイアキラー誕生のきっかけとなった女性である。
エリザベータ・クロンクビスト
登場作品：キャッスルヴァニア（PS2版）
マティアスの妻。1年前に亡くなった。
ヴァルター・ベルンハルト
声：岸野幸正（キャッスルヴァニア（PS2版））
登場作品：キャッスルヴァニア（PS2版）
永遠の夜と呼ばれる辺境の森に住み着き城を構えるヴァンパイア。出身は明らかではないが、永遠の命の退屈を紛らわすために、勇敢な人間からもっとも大切にしているものを奪い去り、命がけのゲームを楽しむ。
永遠の夜を齎し、所有者に夜の恩恵を与える至宝「漆黒の石」に選ばれた事で、配下の卷属達を凌駕する魔力を持つ。その力で過去にリナルドを退けている。また作中では催眠術のようなもので、レオンを圧倒した。瞬間移動しての火炎弾など、後のドラキュラ伯爵と同じ攻撃方法を持つ。
ヨアヒム・アルムスター
声：神谷浩史（キャッスルヴァニア（PS2版））
登場作品：キャッスルヴァニア（PS2版）
ヴァルターによってヴァンパイアとなった元人間。残忍な性格で常に人間を見下しており、ヴァルターを倒して城主になる野心を持っている。ヴァルターに対する忠誠心は皆無であり、何度も反逆しているが失敗し、その後は地下瀑布迷宮の水牢に幽閉されてグリーンオーブの守護をさせられている（吸血鬼は流水に触れられないため）。火炎系の魔術を使用する他、5本の剣を自在に操る事ができる。
条件を満たすとプレイヤーキャラクターとして使用可能。
マティアス・クロンクビスト
声：風間信彦（キャッスルヴァニア（PS2版））
登場作品：キャッスルヴァニア（PS2版）
レオン・ベルモンドとともに騎士団の常勝を作り出した天才戦術家。
妻エリザベータの悲報後は病床に伏すが、レオンにサラを襲ったヴァンパイアの存在を教える。
忘れ去られし者
登場作品：キャッスルヴァニア（PS2版）
ヴァルター・ベルンハルトの居城の地下深くにある永久拷問牢獄に封じられている巨大な謎の怪物。
ゲーム中の怪物図鑑での解説文は「制御しきれない巨大なパワーゆえに永久に封じられた人造モンスター」。攻略本には過去にヴァルターが創り出した人造悪魔と書かれている。巨体が宙づりのまま鎖に繋がれ、身体は半ば腐り大量のウジが住み着いているという特徴は同作の悪魔ベルゼブブとも共通点がある。下半身は無く内臓が剥き出しになった状態で生きている。
アイザック
声：遠藤守哉（闇の呪印）
登場作品：悪魔城ドラキュラ 闇の呪印
ドラキュラ軍に仕える悪魔精練士。上半身裸で悪魔の模った刺青を全身に施している。好戦的な性格で、目的のためには手段を選ばない。
主であるドラキュラ伯爵が滅ぼされた事を、もう一人の悪魔精練士ヘクターが裏切ったからだと信じて疑わず、彼に対し恋人のロザリーを魔女裁判によって殺害し挑発して戦いをふっかける。
主に槍を武器とし相棒の悪魔系イノセントデビル「アベル」の他、最終対戦時にはクルムゾンやイエティなど複数の強力なイノセントデビルを召喚し剣を使う。
かつて異端審問によって両親を失い、妹のジュリアと共に迫害を避けるため逃亡生活を続けていたが、魔導に寛容だったドラキュラ伯爵の元を訪れ、彼の配下となる。元々魔術の素養は妹と同じく合ったようで、その後瞬く間に悪魔精錬術を習得して、死神と同格の地位を得た。その後、ドラキュラの元から離反したヘクターの処分に赴くも返り討ちにあい、その間にドラキュラはラルフ達によって滅ぼされる。故に3年前の戦いには参加していない。なお、ドラキュラが滅ぼされる以前は普通の戦士服を着用していた。
ゼアド
声：堀之紀
登場作品：悪魔城ドラキュラ 闇の呪印
ヨーロッパに蔓延するドラキュラの呪いを浄化すべくワラキアにやって来た聖職者。アイザックを倒すようヘクターに情報をもたらす。
ロザリー
登場作品：悪魔城ドラキュラ 闇の呪印
ヘクターの恋人。アイザックの罠により魔女狩りの標的にされ、命を絶たれる。
ジュリア・ラフォレーゼ
声：藤野とも子
登場作品：悪魔城ドラキュラ 闇の呪印
バルジッド山脈に住む、魔女裁判から逃れて続けてきた魔女。
アイザックを倒す事を条件にヘクターに薬などを売ってくれたり、イノセントデビルを預ったりしてくれる。
アイザックの妹であり、狂気に飲まれた兄を最後まで気遣う。
サンジェルマン
声：坂口哲夫（闇の呪印）
登場作品：悪魔城ドラキュラ 闇の呪印、悪魔城ドラキュラ -キャッスルヴァニア-
シルクハットと口ひげの紳士的な男性。「時を旅する者」と自称し、目的や素性は一切不明だが、ヘクターにアイザックを追うのをやめるよう忠告する。
敵と遭遇しても逃げるだけだが、場合によってはサーベルを華麗に扱い戦闘もこなせる他、時を操る能力を持つ。能力は空間転移や時間停止だけでなく時を加速させたり時を戻すことさえ可能だが、条件を満たした場所でしか実力行使することはできない制約を持つ。
ステラ・リカード、ロレッタ・リカード
声：鈴木麻里子
登場作品：悪魔城ドラキュラ ギャラリー オブ ラビリンス
エリックの娘。ステラは双子の姉。強力な剣技を操る。ロレッタは双子の妹。氷の魔術を操る。
消息を絶った父を追って悪魔城に赴き、そこで重傷を負った父エリックに気を取られていた隙を狙われ、ブローネルに吸血されヴァンパイア化する（シスターモード）。
ブローネルが第一次世界大戦で失った娘達と瓜二つの容貌であるため、彼によって記憶を操られ、親子として過ごしていた。しかしシャーロット・オーリンの浄化魔法により救出される。
なお、高飛車な態度は吸血鬼化の影響であり本当の性格は姉妹共に礼儀正しい。
ヴィンセント・ドリン
声：徳山靖彦（ギャラリー オブ ラビリンス）
登場作品：悪魔城ドラキュラ ギャラリー オブ ラビリンス
『ギャラリー オブ ラビリンス』教会関係者でありショップ店員。
展開によっては、吸血鬼になりかけの状態でエンディングを迎える。
ブローネル
声：江川央生
登場作品：悪魔城ドラキュラ ギャラリー オブ ラビリンス、悪魔城ドラキュラ ハーモニー オブ ディスペアー
絵を使って魔力を行使するヴァンパイア。元々は普通の画家であったが、第1次世界大戦中に2人の娘を失った事が発端となって人間に憎悪を抱き、自ら吸血鬼となる。世界を滅ぼす作品を作製して、戦争を引き起こした愚かな人類へ復讐することを目的とする。
彼が描く絵画は擬似空間的結界の役割を持ち、内部には描き手の意思が具現化した別世界が存在している。この絵の世界を利用して、ドラキュラ伯爵が君臨する玉座の間を切り取り、空間ごと分断する事で絵の世界に封印、さらに悪魔城の魔力を支配・制御するべく城内にいくつもの絵画を設置して、ドラキュラ伯爵の象徴とも言える強大な魔力を利用する事で、事実上城主であるドラキュラ伯爵に代わって悪魔城を支配していた。また、城の魔力を隠れ蓑にする事で、ドラキュラの腹心である死神をも欺いていた。
絵の世界を自由に出入りするほか、絵画に入り込み空中を移動したり、戦闘では直接絵画に呪われた絵具を塗る事で、絵の世界に軌跡を出現させたり、描いた作品から異形の魔物を召喚する事で戦う。討伐にきたエリック・リカードを返り討ちにし、エリックを追ってきたステラ・ロレッタを吸血鬼の呪いで洗脳、亡くなった自身の娘の面影を重ね、実の娘のように愛していた。
Rohan Krause
登場作品：Castlevania: Order of Shadows
黒い服装でフードをかぶっている髭を生やした男。ドラキュラを崇拝し大きな力と永遠の命を得ることを望む者達の闇の組織Orderの主要メンバーであり、ドラキュラ伯爵復活を企む。約20年間、Desmondの父親の一番のライバルだった。3方向の火の玉と大きな青い火の玉ショット、瞬間移動や炎嵐、稲妻などの攻撃をしてくる。
Zoe Belmont
登場作品：Castlevania: Order of Shadows
Desmondの妹でDoloresの姉。ロングヘアーで、青い服装。ドラキュラ復活の生け贄の祭壇の城を捜すためDoloresとともに兄に協力する。Alchemy-powered Braceletを兄に渡す。
Dolores Belmont
登場作品：Castlevania: Order of Shadows
DesmondとZoeの妹。金髪で、Zoeより活動的にみえる茶色い服装。開発スタッフによると「このゲームではあまり話さないが、彼女はヴァンパイアキラーを扱うことができる」。Orderの館の調査に加わり、Zoeとともに生贄の祭壇を探す。
Giovanni
登場作品：Castlevania: Order of Shadows
名前のみ登場。錬金術の力のブレスレットに関係する人物。
アルバス
声：関俊彦
登場作品：悪魔城ドラキュラ 奪われた刻印
特務機関「エクレシア」に所属するシャノアの兄弟子の魔術師。グリフの力を射出する魔銃「アガーテ」を主武装とする他、蹴りを主体とする体術も使用する。
自分が選ばれるはずであったドミナスの担い手にシャノアが選ばれたことに激怒しドミナスを奪い逃走。シャノアに追い詰められた際にドミナスのかけらの一つである「ドミナス・アンゴル」を吸収し、その力に飲まれる。
バーロウ
声：石井康嗣
登場作品：悪魔城ドラキュラ 奪われた刻印
シャノアとアルバスの師匠。エクレシアに代々伝わる魔術「グリフ」を用いてドラキュラ討伐を目指すエクレシアの長であり、長年の研究の末、最強のグリフ「ドミナス」を生み出す。当初はアルバスをその担い手にすると約束していたが、彼が遠方に派遣されている間にシャノアをドミナス適合者として選ぶ。儀式失敗後、彼女にドミナスの奪還及びアルバスの連行という任務を与える。
ニコラエ
声：鈴木賢
登場作品：悪魔城ドラキュラ 奪われた刻印
ウィゴル村の神父。神のお告げにより荒れ地を開拓し現在の場所に村を作った。村人の多くはニコラエの導きによってウィゴル村に住むようになった。
アルバスの調べでウィゴル村の村人はベルモンド一族の遠縁の子孫だった事が判明する。
ヤコブ
登場作品：悪魔城ドラキュラ 奪われた刻印
ウィゴル村の雑貨屋。
アヴラム
登場作品：悪魔城ドラキュラ 奪われた刻印
ウィゴル村の薬師。
オイゲン
登場作品：悪魔城ドラキュラ 奪われた刻印
ウィゴル村の鍛冶師。
モニカ
声：庄司宇芽香
登場作品：悪魔城ドラキュラ 奪われた刻印
ウィゴル村の裁縫職人。
ローラ
登場作品：悪魔城ドラキュラ 奪われた刻印
ウィゴル村の彫金師。
ダニエラ
登場作品：悪魔城ドラキュラ 奪われた刻印
ウィゴル村の老婆。
セルジュ
登場作品：悪魔城ドラキュラ 奪われた刻印
ウィゴル村の男の子。イリナの息子でアナの兄。
アナ
登場作品：悪魔城ドラキュラ 奪われた刻印
ウィゴル村の女の子。イリナの娘でセルジュの妹。
イリナ
登場作品：悪魔城ドラキュラ 奪われた刻印
ウィゴル村のおばさん。セルジュとアナの母親。
イオン
登場作品：悪魔城ドラキュラ 奪われた刻印
ウィゴル村のコック。
マルセル
登場作品：悪魔城ドラキュラ 奪われた刻印
ウィゴル村に取材に訪れた記者。
ゲオルグ
登場作品：悪魔城ドラキュラ 奪われた刻印
ウィゴル村に滞在中の音楽家。
アイオーン
声：神谷浩史
登場作品：悪魔城ドラキュラ ジャッジメント
シモンやアルカード達を時の狭間へ導き、彼等を戦い合わせた謎の人物。
タイムリーパーの打倒のために行動している。
ゴーレム
声：白熊寛嗣
登場作品：悪魔城ドラキュラ ジャッジメント
元々は自我が存在しない下級の魔物であったが、時の狭間の影響で自我が目覚め、自分が生きる意味を見出そうと行動する。背中の機械類や雷を放つ。
タイムリーパー
登場作品：悪魔城ドラキュラ ジャッジメント
時の流れを乱す謎の存在。
ルーシー
声：高橋李依
登場作品：悪魔城ドラキュラ Grimoire of Souls
魔導書を管理する組織「エルゴス」に所属する。魔導書の中で力を行使できる魔法を作りあげた人物。
セワード
登場作品：悪魔城ドラキュラ Grimoire of Souls
エルゴスの古参メンバー。
ヘルミーナ
登場作品：悪魔城ドラキュラ Grimoire of Souls
過去にエルゴスを裏切った人物。

## ドラキュラ伯爵
ドラキュラ伯爵（ヴラド・ツェペシュ）
声：石丸博也（血の輪廻）、若本規夫（月下の夜想曲、ギャラリー オブ ラビリンス、Xクロニクル、奪われた刻印、ハーモニー オブ ディスペアー、Grimoire of Souls）、大場真人（闇の呪印）、中田譲治（ジャッジメント）、チャールズ・グラバー（AC）
悪魔城の魔王として君臨し、数多の闇の眷属を従える真祖ヴァンパイア。「100年に一度蘇る吸血鬼の魔王で悪魔城の城主」であり、ほぼシリーズ全作に最終ボスなどで登場する。何百年にも渡ってヴァンパイアハンター達と戦いを繰り広げ、元は人間であったとされるが、人間から吸血鬼になった発端・経緯エピソードなど、キャラクター設定は作品ごとに異なる。
アルカードの父親であり、威圧的で何者も受け付けない。ドラキュラの魔人伝説はトランシルヴァニア地方に古くから伝わり、100年に一度キリストの力が弱まるころ邪悪な心の人間達の破滅を求める声に呼応して蘇るとされ、古来よりヴァンパイアハンター達によって何度も倒されて闇の世界に封印されてきたが、何度でも蘇り完全に滅びる事はない。人々の信仰心が薄れてきた時に、繰り返し姿を変えて復活する。その魔力は復活する度に強くなるとされている。
シリーズ初期のデザインは黒髪か金髪のオールバックで黒と赤のマント姿である事が多かったが、『月下の夜想曲』以降は、白髪と髭のやや老けたデザインが採用される事が増えた。なお、以降も黒髪オールバックが採用される事が無くなった訳ではなく、単に完全復活の状態なのか不完全な復活の状態かを表しただけの場合もある。
強大な暗黒魔力の持ち主であり、魔導や錬金術などにも精通している。戦闘では、瞬間移動してマントを翻し火弾や電撃などを放ったりする他、蝙蝠や狼に変身または召喚したり吸血攻撃したり、作品によっては吸血鬼の強靭な肉体を用いた格闘戦も行うなど、様々な魔術を使う。さらに、倒したと思っても、真祖の力を解放して、闇の魔人・魔獣の邪悪な姿（正式名称は魔人のサターンドラキュラ、魔獣のデーモンドラキュラ）と化す事もある。
『ドラキュラ伝説』での設定では、元は邪悪な呪術者でトランシルヴァニアの外れに暗黒の城を築き、日に日に魔力を身に付け凶悪になっていき、毎晩悪魔の儀式を行い数々の魔物を異界から呼び出して下僕とし、永遠の命と魔力を持つ魔王になろうとしていた狂的な悪魔崇拝者だった。
『悪魔城伝説』での設定では、殺戮を喜びとし、遥か太古に失われ禁忌とされていた魔術を蘇えらせて暗黒邪神崇拝を復活させ、邪神の力を借りて魔界から魔物を次々と世へ送り出し、自らの領地トランシルヴァニアのワラキア全土を暗黒と殺戮の焦土に変えた。反抗する者たちは八つ裂きや串刺しの刑や魔力によって化け物に変え、トランシルヴァニア地方で破壊の限りを尽くしたことに飽き足らず、この地を穢し血で染めようという野望に狂って、その魔の手をヨーロッパ全土に広げようとはかった。強大な力を得るため悪魔に自らの身と魂を売り渡したことにより、すでに人間ではなく悪魔そのものといえる程までになっており、アルカードにも悪魔との契約を強要し人間の体でなくした。
『闇の呪印』では人間の部下のヘクターとアイザックを従えていた。神を崇拝する異国の者たちと戦いながらも、一時期は人としての心を取り戻すが、自分の力が及ばない白昼、リサが人間達の狂気によって、魔女として無残にも殺されてしまった事件をきっかけに彼は人間に対しても憎悪と怒りを露わにすると共に、自らを悪魔(ドラキュラ)と名乗り、ヴァンパイアとしての正体をさらけ出して、全人類への大虐殺を開始する。
『暁月の円舞曲』での設定では、ユリウス・ベルモンドらの手によってドラキュラの魂と魔力（混沌）が切り離され、魔力の象徴であった悪魔城が日食に封じられて完全な滅びを迎えるが、切り離された魂は後に「来須蒼真」として再び生を受ける。
ドラキュラ伯爵の力の象徴とも言える居城「悪魔城」は、彼の魔力の具現であると共に混沌の産物であり、復活の度に内部の構造が変わり、ドラキュラが倒されると魔力を失って城は崩壊し消えるとされる。しかしドラキュラの魂と魔力は元々1つであるため、『暁月の円舞曲』では、日食に封印されていた悪魔城が、蒼真の存在に呼応して新たな城主を求めて復活している。しかし蒼真が魔王の意思（混沌）に打ち勝ったため、城主無き城は再び日食に封印された。
マティアス・クロンクビスト
『キャッスルヴァニア』（PS2版）に登場する人物。かつては神の平和を守る騎士の1人で、レオン・ベルモンドと共に神の為に命をかけて戦った無二の親友であったが、凱旋中に妻であるエリザベータが病死してしまった事をきっかけに、彼は神に裏切られた憎しみと最愛の人を失った絶望に飲まれ、彼自身も病床に伏せる。しかし、エリザベータの遺品の中にあったヴァンパイアの魂を対価に、その力と呪いを受け継ぐヴァンパイアの至宝「深紅の石」を見つけた彼は、石に従属する死神に深紅の石に選ばれた事を告げられ、最愛の人を奪った神への復讐を誓う。更にクロンクビスト家の口伝の秘術を記した古文書から、永遠の夜を齎すもう一つの至宝「漆黒の石」の存在を知り、そしてその石をヴァルター・ベルンハルトが持っている事を利用して死神をヴァルターの部下に潜りこませた後に、何食わぬ顔で永遠の命を持て余していたヴァルターにレオンの存在をそそのかし、レオンの許婚であるサラをさらう事を促す。そして犠牲の果てにヴァルターを倒したレオンの前で、全ては永遠の命を手に入れる事で、限られた命の定めに逆らい、未来永劫神に繋がる全てを呪い続ける復讐のためにレオン達を利用した事を明かす。人である事を捨てたマティアスは同じ悲しみを背負うレオンも夜の一族に誘うが、サラとの約束の想いを継いだレオンに拒絶され、この時からベルモンド一族との因縁が始まる事になる。
のちのドラキュラであることが強く示されている。

## その他の敵
複数作品に登場する敵キャラクターの中で、作品によっては登場人物として扱われるものを記載する。
死神（しにがみ） / デス
声：佐藤正治（月下の夜想曲、キャッスルヴァニア（PS2版）、闇の呪印、ハーモニー オブ ディスペアー、Grimoire of Souls）、川村拓央（白夜の協奏曲）、徳山靖彦（ギャラリー オブ ラビリンス）、坂口候一（ジャッジメント）
ドラキュラの腹心。多くの作品で強敵のボスとして登場する。基本的には上半身のみの骸骨にフード付きのローブを纏った姿だが、作品によっては異形の姿に変化する事もある。魂を狩り取る大鎌「デスサイズ」と数多の暗黒魔術を操る。
ドラキュラ伯爵への忠誠心は強く、主の復活に常に余念がない。『月下の夜想曲』ではドラキュラの息子であるアルカードに手を引くよう交渉を持ちかけてアルカードの装備を奪う。『白夜の協奏曲』ではマクシームの生み出した城を仮初の城として利用しようとリディーをさらう。『ギャラリーオブラビリンス』ではドラキュラ伯爵の魔力を利用していたブローネルをジョナサン達を利用して始末する。『闇の呪印』では人間に化けてヘクターに近づき、ドラキュラ復活の器に仕立て上げる。『黙示録』ではドラキュラ復活のためジルドレ、アクトリーセとともに儀式を行った。
『キャッスルヴァニア』（PS2版）では、漆黒の石に選ばれたヴァルターに従っていたが、後に深紅の石を持つマティアスに従っていた事が発覚、弱り切ったヴァルターを易々と殺害して、その魂をマティアスに献上する。
死神直属の悪魔騎士として、魔槍を操り地上戦を得意とするベリガン、火炎を吐き空中戦を得意とするギャイボンという2匹の怪物がいる。
死神さん
『ぼくドラキュラくん』では、「死神さん」というキャラクターが登場。悪魔城の執事であり、ドラキュラくんのお目付け役。他の魔物達が悉くガラモスの配下に下ってしまった中、唯一ドラキュラくんの配下に残っている。ガラモス退治に乗り気でないドラキュラくんを叱咤激励したり、ワガママに手を焼いたり心配したりと苦労人。ドラキュラくんを「ぼっちゃま」と呼ぶ。
メディウサ
声：北浜晴子（キャッスルヴァニア(PS2版)）
登場作品：多数
蛇の髪と石化の瞳の怪物。基本的に浮遊した蛇頭のみの姿か、下半身が蛇になっている半蛇半人の姿。第1作FC版以来、多くの作品に登場するボス敵。なお名前はSFC版など「メデューサ」表記の作品もある。
訪れた人間を石化させ、自分のコレクションにする。髪の蛇とは別に下僕の蛇達を従えており、石化光線や蛇で攻撃したり、弓矢や剣で戦う作品もある。また頭髪から「メディウサヘッド」と呼ばれる分身を生み出したり、身体を完全に蛇に変身させる事もある。
カーミラ
声：大原さやか（ジャッジメント）
登場作品：ドラキュラII 呪いの封印、悪魔城ドラキュラX 血の輪廻、悪魔城ドラキュラXX、悪魔城ドラキュラ Circle of the Moon、悪魔城ドラキュラ Xクロニクル、悪魔城ドラキュラ ジャッジメント
ドラキュラ伯爵配下の女吸血鬼。巨大な頭蓋骨に騎乗して空中浮遊する青黒いロングヘアーの裸の巨人の姿で描かれることが多く、格闘技を得意とする「ラウラ」という下僕を従えている。いくつかの作品でボスとして登場する。なお名前は『ドラキュラII』など「カミーラ」表記の作品もある。
『ドラキュラII』で初登場したときは人型ではなく、巨大な仮面の姿をしていた。空中を旋回しつつ、地面に落ちると炎となって飛び散る赤い涙を流して攻撃してくる。
『血の輪廻』では、ステージルートによってはボスとしてリヒターやマリアと戦うことになり、空中を飛びながら火炎を降らす攻撃を行う。また、僕のラウラはドレス姿の女性に擬態している時はハートを吸い取ってきて、本性を現すととび蹴りを繰り出してくるなど、カーミラを援護する。
『XX』では、アネットを救出していないと、時計塔のボスが死神からアネットに憑依したカーミラになってしまい、この時も頭蓋骨に乗った女性の姿で描かれる。
『サークル オブ ザ ムーン』では、オーストリア郊外の悪魔城でドラキュラ復活の儀式を行う。背中に翼を生やし、普段は赤いドレスを着た外見だが、戦闘時には頭蓋骨に乗った裸の姿になる。ネイサンに人間の心の闇の解放を告げ、ヒューがドラキュラの手に落ちたことを示唆する。
『ジャッジメント』では、ボンデージに身を包んだ姿で登場。本作では戦闘時も普通の人間サイズだが女性キャラクターの中では一番大きい。
『黙示録』ではコナミマガジンでのキャラ設定資料や開発途中ムービーでの試作CGなどに姿が見られたが、ゲーム中に登場しなかった。デザインは『血の輪廻』などと同じ頭蓋骨に乗った裸の女性。
ガラモス
登場作品：悪魔城すぺしゃる ぼくドラキュラくん、悪魔城ドラキュラX 月下の夜想曲
番外編的作品の『ぼくドラキュラくん』にて登場。ゲーム同様、容姿はコミカルなデフォルメ。1万年後の世界でドラキュラに代わって魔王の座をほしいままにしているモンスターで。雷の攻撃を得意としている。宇宙の帝王を名乗っており、ラスボス戦で「ガラモス・キング」となる。
『月下の夜想曲』では、1万年計画で魔界の王の座を狙う魔神。逆さ城最深の空中墓地に潜んでいる。ドラキュラ伯爵から魔王の座を奪おうとしている。
巨大で強靭な身体は底なしの体力を持ち、手にした杖で強力な雷の魔術を操る。
『暁月の円舞曲』ではエンチャットタイプのソウルとして名前だけ登場し、このソウルでは止まった時間を認識できる能力を得られる。
『ジャッジメント』では各キャラの最終ボスとして登場するタイムリーパーは彼の部下とされているが、本人は登場しない。
サキュバス
声：深見梨加（月下の夜想曲）、北浜晴子（キャッスルヴァニア（PS2版））
登場作品：キャッスルヴァニア（PS2版）、悪魔城ドラキュラX 月下の夜想曲
複数作品に登場する悪魔で、各作品に登場するものはそれぞれ別の個体。女性の姿で精気を吸い取る夢魔。主に裸体にコルセットの外見で登場する。また姿は違うものの、『サークル オブ ザ ムーン』など他の作品にもボスではなく通常のザコ敵として登場する。
『月下の夜想曲』では悪夢の中に現れ、アルカードにリサの幻影を用いて虜にしようと試みるが、母を侮辱された怒りでアルカードが呪縛から解放、逆に悪夢の中で精神を滅ぼされた事で、抜け殻のまま永遠に彷徨い続ける。
『キャッスルヴァニア』（PS2版）では、ヴァルターの部下として喝采なき奏楽堂を守護している。吸精攻撃や毒の植物を操る能力を持つ他、レオンの婚約者であるサラに化けてレオンを殺そうとした。

## ロードオブシャドウシリーズ
ロードオブシャドウは『悪魔城ドラキュラ』メインシリーズ独立したシリーズであり、上記と同名のキャラクターもいるが、それぞれの設定は全く異なる。
日本語声優はロードオブシャドウ1作目のみ。
ガブリエル・ベルモンド/ドラキュラ
声：藤原啓治 / ロバート・カーライル（英）
ロード オブ シャドウシリーズの主人公。燈光教団の戦士で、死んだ妻マリーを蘇生させるため、ロード・オブ・シャドウの力を得ようとした。海外版のみ配信されたDLC「Reverie」、「Resurrection」で、ローラが燈光教団の創設者が封印した忘れ去られし者がロード・オブ・シャドウが全滅した事で封印が解かれて世界が滅ぼされる事を聞き、全てを終わらせるために戦いへ向かう。その過程でローラの血を飲む事になり、忘れ去られし者との戦いで扉を開くために分割していた忘れ去られし者の力を取り込んだ事でガブリエルは忘れ去られし者を滅ぼす。
それによって暗黒の王へと変貌し、1000年もの間をドラキュラとして闇に君臨することになる。しかし、ゾベック扮するネクロマンサー・ロードからサタン再臨の報を与えられ、そして何より呪われた運命からの解放を約束された彼はサタンと再び対峙することを決意した。
『宿命の魔鏡』ではドラキュラと化した後、かつて所属していた燈光教団に対して宣戦布告する。プロローグでは『ロード オブ シャドウ』の1年前、まだマリーを殺してしまう前の時期を描いており、ある古城に住む悪魔を討伐するために教団から派遣を命じられた。
『ロード オブ シャドウ2』でも登場し、前作のDLC「Reverie」、「Resurrection」の後からエピローグまでの空白期間を描いている。
トレバー・ベルモンド
声：リチャード・マッデン
『宿命の魔鏡』の主人公の一人。シモン・ベルモンドの父親。ガブリエルとマリーの息子にして燈光教団の戦士。ドラキュラが母マリーを殺した元凶として憎んでおり、その事から燈光教団はドラキュラが父ガブリエルである事を知らせずに彼に討伐を指名した。
シモン・ベルモンド
声：アレック・ニューマン
『宿命の魔鏡』の主人公の一人。トレバーとサイファの息子となっており、ドラキュラ討伐に向かう父トレバーから魔法の鏡と呼ばれるペンダントを渡される。しかし父はそれから戻ってくることはなく、逆にドラキュラの魔物達がシモンの故郷を襲撃して、その時に母サイファはシモンを守り亡くなる。その後、成長したシモンはドラキュラ討伐に向かう。そのため、彼がプレイヤーキャラクターとして使用可能時の時系列はトレバー編から未来の出来事となる。
アルカード
声：リチャード・マッデン
『宿命の魔鏡』の主人公の一人。人間からヴァンパイアの体となってしまったトレバー・ベルモンドとして登場。
ゾベック
声：麦人 / パトリック・スチュワート（英）
ガブリエルの旅に協力する老戦士。ガブリエルにロード・オブ・シャドウたちを倒させるため協力している。
最終的にロード・オブ・シャドウの力の結晶である「神の仮面」手にしたが、突如として現れたサタンによって燃やされ灰にされてしまう。経緯は不明だがその後復活し、ガブリエルにサタン再臨の危機を知らせる。
マリー・ベルモンド
声：井上喜久子 / ナターシャ・マケルホーン（英）
ガブリエルの幼馴染であり、妻。故人だが、霊魂の状態でガブリエルを見守る。
『宿命の魔鏡』のプロローグでは『ロード オブ シャドウ』の1年前で、まだ彼女が存命であり、ガブリエルが討伐に派遣されて旅立っていくのを見守り、生前に密かに息子トレバーを産む。
クローディア
声：小林ゆう / エマ・ファーガソン（英）
自分が殺される事を感じ取っており、その運命を受け入れる。
ビンセント・ドーリン
声：龍田直樹
ガブリエルとゾベックに打ち破られて聖水を持って行かれ、ガブリエルが立ち去った後に出現したヴァンパイア達に食い殺される。
ビクター・ベルモンド
声：Anthony Howell（英）
21世紀のベルモンドの末裔。燈光教団を率いて町の人々を保護している。サタンの従者達に対抗するべくガブリエルと行動を共にする。
リナルド・ガンドルフィ
最強のバトルクロス、のちにヴァンパイアキラーと呼ばれる武器を作成した人物。本人は登場しないが、作中で名前が登場する。
パン
声：大塚明夫 / Aleksander Mikic（英）
平和を愛する森の精霊。だが、それが妨げられるようであれば銀の甲冑を纏った屈強な戦士へと姿を変える。
ガブリエルを正しき道へ導こうとするが、ゾベックの計略に嵌り自らの欲望のみで突き進む彼を制止しようと勝負を仕掛ける。しかし、極限にまで高められた強き意思を持つ彼を止めることはできず敗れる。最期は銀色に輝く血を流しつつ、彼を信じて逝く。
セレナ
シモンの妻。AC版からのオマージュ。ゲーム中には登場しないが3作のアートを纏めた『The art of Castlevania:Lords of Shadow』のベルモンド一族の項目で名前が記載されている。シモンとセレナの子からビクターの親までの間の子孫は不明とされている。
サイファ・ヴェルナンデス
声：Charlotte Emmerson
シモンの母。夫トレバーが戻ってくることなく、逆にドラキュラがシモンの故郷を襲撃した時にシモンを逃がすために魔物の犠牲となる。
忘れ去られし者
声：コリン・マクファーレン
『ロード オブ シャドウ』の海外版で配信されたダウンロードコンテンツ「Resurrection」では、ベルンハルトが召喚した究極の悪魔だったが強大な力故に完全に制御しきれなかったため手放してしまい、後に世界を滅ぼそうとした所を燈光教団の創設者に封印される。しかし、ロード・オブ・シャドウが全滅した事で封印が解かれてしまう。そして世界を滅ぼすために地上への扉を開こうとしたところを現れたガブリエルと戦う。扉を開くために力を分割しているので本来の力を発揮できないために接戦となるが、最終的に彼の力はガブリエルが取り込んだことで、完全に滅ぼされる。
死神 / デス
声：麦人 / パトリック・スチュワート

サキュバス
声：Eleanor Howell

コーネル・スタベル
声：銀河万丈
ロードオブシャドウのひとり、ライカン・ロード。
オーロックス、ブローナー
声：山口太郎
カーミラの部下の兄弟。悪魔から吸血鬼に転じたものとされている。
ローラ
声：菊地由美
カーミラの娘として振る舞う吸血鬼。ガブリエルに襲い掛かるも、マリーの霊体が彼を庇う姿を見て攻撃を止める。
海外版のみに配信されたDLC「Reverie」では、燈光教団の創設者が封印した忘れ去られし者がロード・オブ・シャドウが全滅した事で封印が解かれて世界が滅びる事を危惧し、ガブリエルに助けを求める。ガブリエルと共に忘れ去られし者が封印されている場所への扉を開くために行動する。そして、ガブリエルが忘れ去られし者がいる場所への行くために自分の血をガブリエルに全て飲ませて消滅する。
ババ・ヤーガ
声：小林ゆう / イブ・カーフ（英）
ガブリエルに取引を持ち掛ける魔女。
カーミラ・クロンクヴィスト
声：桑島法子
ロード・オブシャドウのひとり、ヴァンパイア・ロード。
サタン
声：杉田智和 / ジェイソン・アイザックス（英）
すべての事件の背後で暗躍していた堕天使。
チュパカブラ
声：小島秀夫
いたずら好きの怪物。2ではショップを開いて協力してくれる。
ネクロマンサー
声：大塚芳忠
『ロードオブシャドウ』のPVに主要キャラクターのように登場しているが、実際は数人いる怪物に過ぎない。『宿命の魔鏡』でも一体が再登場し、シモンが手に入れようとしたトレバーの遺品をネクロマンサー・ロードに捧げるために奪い取る。

## ゲーム以外のキャラクター
パチスロ、小説等の通常のゲームタイトルに属さない登場人物。

### 書籍

#### 悪魔城ドラキュラ 古城の死闘
ルーシー・レイン
オリジナルキャラクター。英雄の先祖と同じ名前をもつシモン・ベルモンドの恋人で、ヒロイン。ドラキュラにさらわれ行方不明となる。ルートによってはシモンともども吸血鬼化してドラキュラは魔界へ帰り、シモンは地上支配を任されて悪魔城の城主となる結末もある。

#### 悪魔城伝説 真正バンパイアハンター
レイラ
オリジナルキャラクター。アルカードの子孫でバンパイアハンター達の紅一点。人並み外れた感覚をもつ。
シド・ベルモンド
オリジナルキャラクター。ラルフ・C・ベルモンドの子孫。ベルモンド一族のヴァンパイアハンター。
ロウ・ダナスティ
オリジナルキャラクター。グラント・ダナスティの子孫。素早い動きの身体能力。
ズーク・ヴェルナンデス
オリジナルキャラクター。サイファ・ヴェルナンデスの子孫。邪悪な霊を討ち祓う僧侶。

#### 悪魔城ドラキュラ 悪魔の血 血の悪夢
シモン・ウェルナー
白い羊膜を纏って産まれたクルースニク。死後、守護者となる宿命にある。神とも呼ばれる。茨の鞭を自在に操り、吸血鬼を塵に返す力を持つ。この小説におけるベルモンド一族とは血族ではなく、血を超越した宿命によって受け継がれてゆく家系である。
ディーン・シルバ
オリジナルキャラクター。若き司教。吸血鬼を狩る者シモン・ベルモンドを探す。
ピエール・バイヤン
オリジナルキャラクター。罪人の錬金術師。クロードを復活させる。
レイ・ベルモンド
オリジナルキャラクター。本名レイ・アンドリュース。シモンの先代守護者。吸血鬼を葬る同じ宿命を持つシモンを我が息子と呼ぶ。
ライアス・ベルモンド
オリジナルキャラクター。レイの先代守護者であり師。既に宿敵の吸血鬼を滅ぼし、その使命を終えている。
エリザベート・アーイエ
オリジナルキャラクター。女司祭。ディーンの恋人。吸血鬼と化してしまう。
リーサ・ベレニス
オリジナルキャラクター。シモンとクロードが想いを寄せる女性。
シヴィル・ベルモンド
オリジナルキャラクター。ライアス・ベルモンドの先代守護者。女性。
クロード・ランクル
オリジナルキャラクター。シモンと同郷で幼い頃から親友だった。赤い羊膜を纏って産まれ、死後に守護者の宿敵、吸血鬼の始祖となる宿命を持つ。この小説におけるドラキュラ。吸血鬼となって復活すると、両親や村人を殺し愛するリーサをさらう。
ヴァルヴュラ
オリジナルキャラクター。クロードより先代の始祖吸血鬼。女性。レイ・ベルモンドの宿敵。

#### Castlevania: The Belmont Legacy
クリストファー・ベルモンド
主人公。

#### 悪魔城ドラキュラ ラメント オブ イノセンス
レオン・ベルモンド

リナルド・ガンドルフィー
娘の名はジュスティーヌに変更されている。
サラ・トラントゥール

エリザベータ・クロンクビスト

ヴァルター・ベルンハルト
真祖となった経緯の一部が描かれている。ある戦争中、ヴァルターの母親が仕えていた従者に命を狙われ、瀕死の状態となった時に悪魔と遭遇、どちらか一方を助ける代わりに自分の命かお腹の中の赤子（ヴァルター）を捧げるよう迫られるが、母親が「赤子の命を売る」と回答する前に赤子の方が先に回答していたため、母親は命を売られ死亡、そして生き残った赤子はその後、悪魔の力を得てヴァンパイアとなった。
ヨアヒム・アルムスター
元々は貧しい家の生まれで、生まれた時から魔力を持ち、その力を恐れた村人達から虐げられ迫害を受けていたとなっており、後にヴァルターがヨアヒムの村を襲い、村人全員が屍人になったにも関わらず、自分一人だけがヴァンパイアになった事で彼は自分こそ選ばれた存在だと信じて、ヴァルターの部下となる。
マティアス・クロンクビスト

忘れ去られし者
元々はヴァルターの母親に仕えていた従者のなれの果てとされている。
メディウサ
伝説に登場する怪物メデューサとは区別され、元々は「ラクエル」という名の人間であり、野山での花摘みが好きな可愛らしく黒髪の美しい少女だった。名高く裕福な地方貴族アルベスの孫娘として生まれた彼女は皆から愛されて育ったが、町の中には彼女と祖父アルベスの地位に嫉妬し憎む者達もおり、衝突が絶えなかった。彼らはアルベス公が奴隷反乱を幇助したとして、それを口実に彼女の一族を抹殺した。日頃からアルベスは奴隷制に異議を唱えていたが、この反乱に関しては完全な濡れ衣であり、ラクエルは唯一囚われの身となってしまう。そして町の人間達は彼女に対して罵声と憎悪の念を付き付け、殺害したアルベスの生首を、まだ幼さの残る彼女の眼前に転がし、彼女は失意のまま首を切られ殺害された。その後ラクエルは憎しみの炎を糧に生きる蛇頭の魔物となり、その姿と石化視の力から伝説の怪物メデューサと同一視されるようになったとされる。そして何らかの形でヴァルター・ベルンハルトの配下となりレオン・ベルモンドに滅ばされる。
サキュバス
以前にリナルドと交戦しており、その時はヴァンパイアとなったリナルドの娘を従えていた。
ヴォルクス
オリジナルキャラクター。ビアンカの従者。
リーザ
オリジナルキャラクター。婚約者をヴァルターに殺されたため、その仇を撃つためにヴァルターの城に乗り込む。
ジュスティーヌ・ガンドルフィー
オリジナルキャラクター。リナルドの娘だったが、ヴァルターによってヴァンパイアにされてしまい家族を惨殺する。リナルドは錬金術で作った鞭を使い、彼女を葬った。
ビアンカ
オリジナルキャラクター。ヴァルターの母。

#### 悪魔城ドラキュラ 神淵の追想曲
来須蒼真

オルロック
主要登場人物として登場。
ユリウス・ベルモンド

ヨーコ・ヴェルナンデス

ハマー

ミシェル・ダナスティ
オリジナルキャラクター。ダナスティ一族の末裔。
カーティス・ラング
オリジナルキャラクター。教会に所属するハンター。ユリウスの弟子。

### ドラマCD
『月下の夜想曲』の後日談を収録した『悪魔城ドラキュラX 追憶の夜想曲』に登場する人物。
リヒター・ベルモンド
声：三木眞一郎
マリア・ラーネッド
声：松来未祐
アルカードと共に暮らして1年が経過している。
アルカード
声：宮野真守
『月下の夜想曲』の後は人里離れた場所で暮らしている。
リュドミール
声：松風雅也
オリジナルキャラクター。かつてアルカードの執事としてつかえるようになった人間。リサが魔女狩りにあった村の人間で、自身の家族も魔女と関わったという事で殺されたため、ドラキュラのもとに身を寄せざるを得ない状況となった。
シリル
声：鈴木達央
オリジナルキャラクター。侯爵家の跡取り息子で、自称ヴァンパイアハンター。夢で見た夜の一族を倒せる退魔の薬を作り行動する。ベルモンド一族を疎ましく思っている。
アレクシス
声：浪川大輔
オリジナルキャラクター。シリルの親友にして、お目付け役的な存在。
マグヌス
声：諏訪部順一
オリジナルキャラクター。精神的な駆け引きを行い、それによる動揺を好むインキュバス。

### アニメ
トレバー・ベルモンド
声：置鮎龍太郎 / リチャード・アーミティッジ
10代前半まではヴァンパイアハンター・ベルモンド一族の居館に住んでいたが、ある日その力を忌み嫌った周辺住民により館が襲撃に遭い、以後はベルモンド一族の最後の一人として各地を放浪していた。無遠慮な人物でムルデヌやグレシットといった訪問先で諍いに巻き込まれるトラブルメーカー。グレシットの町でサイファ、アルカードと出会いドラキュラを討伐するために共に旅をする。第2シーズンでドラキュラが滅んだ後はベルモンド一族の館跡とそこで動かなくなった悪魔城をアルカードに託してサイファと共に旅に出た。
アルカード
声：三木眞一郎 / ジェームズ・キャリス
母・リサを殺した人間たちに復讐を始めた父・ドラキュラに反抗して戦いを挑むも敗れて負傷し、グレシットの街の地下で石棺に入って傷を癒すため眠りについていた。ドラキュラに対抗するための戦士を探してサイファ、トレバーが訪れるが当初吸血鬼であることを理由にトレバーと戦いになる。トレバーとは以後も憎まれ口を叩きあいつつも連携してドラキュラの軍団と戦い、最終的には3人でドラキュラを滅ぼす。その後、ベルモンド一族の宝物庫とその上に転移し動かなくなった悪魔城をトレバーに託され、サイファとトレバーがアルカードに別れを告げて去った後、その一室で一人椅子に腰かけかつて父が味わった吸血鬼ゆえの孤独に思い至り涙する。
レオン・ベルモンド
フランク王国からワラキアへと移住してきてベルモンド一族の居館をつくり、その地下にモーニングスター（アニメ版ヴァンパイアキラー）はじめ数多くの遺物を残した先祖としてサイファとアルカードに紹介される。
ヘクター
声：櫻井孝宏 / テオ・ジェームズ
アニメにおいては第2シーズンから登場。ロードス島出身の悪魔精錬士で幼い頃から悪魔精錬の力を持って、命を失った生物に再び命を吹き込むことができる能力を持っていたがその力故に家族からは疎まれていた描写がある。
亡き妻リサの復讐を誓ったドラキュラよりアイザックと共に配下の吸血鬼軍団の指揮官ならびに悪魔精錬による人類殲滅の為の軍団を作り出すために招聘される。
最後までドラキュラに忠誠を尽くしたアイザックとは異なり、吸血鬼の将軍の1人としてドラキュラの元に馳せ参じたカーミラに揺さぶりを掛けられ、その意のままにドラキュラをブライラ攻略へと誘導し、カーミラの吸血鬼軍団がドラキュラの悪魔城へ攻め込む原因を作ってしまう。
サイファによってベルモンド家の居館跡に強制転移させられた悪魔城での最終決戦には参加せず、第2シーズン最終話でブライラに残ったカーミラによって折檻を受けた後、強制的に隷属させられカーミラの本拠地であるスティリアへと連れ去られる。
サイファ・ヴェルナンデス
声：下山田綾華 / アレハンドラ・レイノソ
各地を旅して様々な知識や物語を語り継ぐ語り部の一人にして、精霊の力により火や氷を自在に操る魔術の使い手。悪魔城伝説と違って特に性別を隠していたりはしない。人類殲滅の戦いを始めたドラキュラに対抗するためグレシットの街の地下に眠る戦士（アルカード）を探す中でサイクロプスによって石像にされていたが、トレバーによって救われる。第2シーズンでトレバー、アルカードと3人でドラキュラを滅ぼしたのちはアルカードと別れトレバーと共に各地で困っている人を助けるための旅に出る。
リサ
声：田中杏沙 / エミリー・スワロー
アイザック
声：真殿光昭（少年期：白石兼斗） / アデトクンボー・マコーマック
第2シーズンから登場。原作と同じ悪魔精錬士だが人物像はかなり異なり、元黒人奴隷の青年。かつては聖職者の男性を盲目的に愛し仕える奴隷であったが、その思いを否定されたことで主人を殺害し独り立ちし砂漠に居館を構える悪魔精錬士となった。ヘクターと異なりドラキュラに対しては厚い忠誠心を持っており、彼の意に僅かでも背く意思を持つ者は容赦なく粛清する。
第2シーズンの最終決戦においてあくまでもドラキュラの盾となってトレバー、サイファ、アルカードと戦おうとするが、年老いた自分よりアイザックの高潔な意志と魂こそこの世に生き残るべきと判断したドラキュラの手によって強制的に遠い砂漠へ転移させられ生き残る。
事あるごとにかつての主人が用いた拷問用の鞭で自らの身を鞭打っており、戦闘でもその鞭と短剣を用いて戦う。
サンジェルマン
声：ビル・ナイ / 花輪英司
第3シーズンに登場。リンデンフェルドの街に居住し、かつて無限回廊（ベルモンドや語り部の一族には地獄や異世界に繋がる道と言い伝わる。）で生き別れとなった大事な人物と再会するため、無限回廊を開く方法を求めて修道院を探っている。
終盤トレバーとサイファに同行し、修道院の戦いに参加。サラ修道院長らドラキュラ信奉者によって行われたドラキュラ復活の儀式で開かれた無限回廊への扉に飛び込みトレバーとサイファに感謝の言葉を述べると無限回廊を内側から閉じ、消えて行った。
ドラキュラ伯爵
声：内田直哉 / グレアム・マクタヴィッシュ
長き時を一人で孤独に生きてきた吸血鬼の王で、魔術・科学・医学といった数多くの知識や技術に精通した人物として描かれ、今作では悪魔城も魔力や混沌の産物ではなく高度な科学の力によって様々な場所へ転移することが出来る城として設定されている。時として自らを侮辱した商人たちを残酷に殺害した過去もあるが、好き好んでむやみやたらと暴力を振るう人物ではなく、リサと出会ってからはその考えに感化され、人の血を吸うことを止め普通の人間のように魔力や科学に頼らず歩いて世界を旅するほどでもあり、吸血鬼軍団と悪魔精錬士を結集して人類殲滅に乗り出したのは旅で不在の際に最愛の妻・リサが教会によって魔女として無残に火刑に処されたがため悲嘆し、自らともども世界を滅ぼすためであった。
カーミラ
声：園崎未恵 / ジェイミー・マーレイ
第2シーズンに登場。スティリアを拠点とする吸血鬼の領主で吸血鬼の将軍達の中ではドラキュラの元に最後に現れその傘下に加わる。内心では叛意を抱いており、吸血鬼ゴッドブランドとヘクターを唆して自らの手足とし、自らの思惑通りにドラキュラがブライラの街へ攻め込むように誘導する。
悪魔城ごとブライラの街に攻め込んだドラキュラ軍団に反旗を翻し、ヘクターにゾンビとして蘇らせた主教に河の水を聖水として清めさせると予め伏せていた自らの吸血鬼軍団で橋の上を渡河中のドラキュラ軍の大半を河に落として消滅させ、そのまま悪魔城へと軍を入れる。両軍が戦いを始めた最中にサイファが悪魔城をベルモンド家に残された古の秘術を使って転移させたため、目論見は失敗し、溢れた河の水をヘクターと共に回避し、最終決戦には参加せず。最終話にてヘクターを鎖で繋いで折檻を加えて強制的に自らに隷属させると生き残った吸血鬼兵と捕らえたヘクターを伴いスティリアへと帰還の途についた。
今作においては元は人間だったが、かつて1人のヴァンパイアロードによって吸血鬼にされた事と、年老いて狂ったそのヴァンパイアロードを自らの手で始末した事をゴッドブランドに対して語っている。
ゴッドブランド
声：辻親八 / ピーター・ストーメア
第2シーズンに登場したオリジナルキャラクター。ドラキュラの参集に応じて世界各地から集まった吸血鬼の将軍の一人。斧と剣を武器に欲望のままに行動し、悪魔城では女と交わることと酒と血を啜ることだけを考え人間を家畜扱いする傲慢な吸血鬼。バイキングであり人間を使ったボート造りを趣味とする。表向きはドラキュラに従っているが、彼の人間を完全に滅ぼすという方針には裏で通じているカーミラ同様反対であり、その意見をドラキュラに述べたところその圧力に一蹴される。粗暴で考えなしに見られがちだがドラキュラ配下の吸血鬼将軍達の中で唯一、グレシットの地下に眠るアルカードの存在を危惧していた人物でもある。
他の将軍たちを誘って周辺の村落へ勝手に出撃して人間狩りをするなどの身勝手な行動をとって城内の規律を乱すこともあり、のちにアイザックの前でドラキュラへの不満を打ち明けたため、その場で粛清されて灰になり死亡。その灰と衣類は夜明けにアイザックの手で城外へと捨てられる。

### パチスロ
ラルフ・ベルモンド
主人公としてさまざまな液晶演出に登場。
リヒター・ベルモンド
登場作品：悪魔城ドラキュラ THE MEDAL
アンジェラ
声：不明
登場作品：悪魔城ドラキュラ（パチスロ）、悪魔城ドラキュラII
踊り子の若い女性。金髪で、露出が多めの白っぽい服装。パチスロのお色気担当のヒロイン的存在で、ラルフを励ます。セクシーダンス演出でダンスを踊り、セクシーショット演出でお尻・胸・太ももの3択をプレイヤーに迫る。
D.A.
声：不明
登場作品：悪魔城ドラキュラII
アンジェラ同様パチスロのオリジナルキャラクター。ダーク・アンジェラの略とされる。2本の短剣を使い、踊るように素早い攻撃を行う。身につけた首飾りに操られ、ラルフと敵対する。
ヴィクトリア・フロレスク
声：不明
登場作品：ぱちんこ悪魔城ドラキュラ
『ぱちんこ』に登場するオリジナルキャラクター。名門フロレスク家の長女で、失踪した妹を探す女剣士。赤髪のショートカットで、胸元やヘソを出し肌の露出が多い紅白の派手な服装にヒールの高いロングブーツ姿。リヒターより少し年上。凛としてさっぱりした性格で、勝気でプライドが高く、上品でやや堅物。明るく正直なマリアとは気が合う。失踪した妹を探す途中、若い女性を連れ去るドラキュラの噂を聞き、悪魔城へ向かうリヒターに願い出て同行する。
フェリシア
声：不明
登場作品：悪魔城ドラキュラ ロードオブシャドウ（パチスロ）
パチスロ4作目のオリジナルキャラクター。ガブリエル・ベルモンドとともにダブル主人公のようなポジション。金髪のショートヘアで髪に鳥の羽飾りを挿しており、服装は女版ガブリエルといった風であるが、パチスロキャラらしく胸元は出ている。武器は弓矢。ガブリエルと出会い共に行動する。演出の中には「囚われたフェリシア」という演出などもある。

## 開発中止・未使用
Victor Belmont
開発中止となった『Castlevania Resurrection』にソニア・ベルモンドと共に主人公として登場予定だった。ベルモンド一族のヴァンパイアハンター。『Castlevania: Lords of Shadow 2』ではオマージュされ現代のベルモンドとして陽の目を浴びることとなった。
Countess
『Castlevania: Resurrection』に敵キャラクターとして登場予定だったドラキュラ伯爵夫人。
Gryff LaRue
『Order of Shadows』の当初のオリジナルコンセプトにはGryff LaRueというキャラクターとその魔法使いと魔女の家族のストーリー設定があったという。
コーラー
『黙示録』に登場予定だった人造人間。ベルモンドの血を引くラインハルト、ヴェルナンデスの血を引くキャリー、狼男のコーネルとともに主人公の1人となるはずだったが、コーネル編とコーラー編は削られた。コーネルは次作『黙示録外伝』で設定を変えて復活したが、コーラーは未登場のままに終わった。当時公開されていたイラストやCGなどが残っている。
コーラー2
『黙示録』に登場予定だった女性型の人造人間。コーラー編のボス敵の1人であり、旧タイプの人造人間コーラーに対し最新タイプのコーラー2が立ちはだかるという設定だった。

## 他作品ゲスト
シモン・ベルモンド
声：石川英郎（ドリームミックスTV ワールドファイターズ、大乱闘スマッシュブラザーズ SPECIAL）
コナミの別作品（『がんばれゴエモン外伝2〜天下の財宝〜』や『コナミワイワイワールド』など多数）にも悪魔城ドラキュラシリーズを代表するキャラクターとしてゲスト出演している。
シモンのパロディキャラクターとして『月風魔伝』に「死門」という敵が登場する（死門は『白夜の協奏曲』にも登場する）。
任天堂の対戦アクションゲーム『大乱闘スマッシュブラザーズ SPECIAL』ではプレイヤーキャラクターとして登場する。
ラルフ・ベルモンド
パチスロ版シリーズのテーマ曲と共に『pop'n music』シリーズ（18 せんごく列伝、19 TUNE STREET、Sunny Park）に登場した。
リヒター・ベルモンド
声：梁田清之
『大乱闘スマッシュブラザーズ SPECIAL』でプレイヤーキャラクターとして登場。同作に登場しているシモンとゲーム中ほとんどのアクションを共用するシモンのダッシュファイター（作品内における流用キャラクターの総称）となっている。
アルカード
『大乱闘スマッシュブラザーズ SPECIAL』ではアイテムから登場し、戦いを支援するキャラクター「アシストフィギュア」として登場する。
キンシー・モリス
ヴァンパイアサバイバーのDLC『Ode to Castlevania』で外見が描写された。
シモン・ベルモンドIII世
登場作品：コナミワイワイワールド
悪の帝王ワルダーの手によって悪魔城に封印されてしまうが、コナミマンたちによって救い出され、共に戦う。鞭とクロスを使う。
初期作品の表記ゆれに倣い、「シモン・ベルモントIII世」と表記される場合もある。
ピエール・ベルモンド
登場作品：がんばれゴエモン 地獄編
コミックボンボンで連載された帯ひろ志著の漫画にゲスト出演した。シモン・ベルモンドは、ピエールの孫にあたる。
ココロ・ベルモンド
声：原田ひとみ
登場作品：オトメディウスX(エクセレント!)
シューティングゲームのダウンロード配信専用の自機キャラクターとして登場したオリジナルキャラクター。
武者修行に出てしまったエモン・5の補充として秘密組織“G”に加わった中学1年生の少女。
作中のギャラリーで見られる資料集では、「ユリウス・ベルモンドの娘、または妹」という記述がある。
セピア・ベルモンド
声：佐藤聡美
登場作品：ボンバーガール
アーケード用のマルチ対戦アクションゲームに登場したオリジナルキャラクター。ベルモンド家の血を受け継ぐ。
アタッカーの能力を持つ。